# 布袋寅泰
布袋 寅泰（ほてい ともやす、1962年2月1日 - ）は、日本のギタリスト、シンガーソングライター、音楽プロデューサー、俳優。群馬県高崎市江木町出身。ロンドン在住。BOØWY、COMPLEXの元メンバー。
BOØWY時代のビーイング、Ø-con' nection、ユイ音楽工房、BOØWY解散後のIRc2 CORPORATIONを経て、渡英後はDADA MUSICに所属。
身長187cm。妻は歌手の今井美樹。元妻は歌手の山下久美子。

## 概要
1980年の年末に氷室京介、松井恒松らと共に"暴威"（後に"BOØWY"と改名）を結成。1982年3月にリリースしたアルバム『MORAL』にてBOØWYのギタリストとしてデビューする。BOØWY解散後、1988年10月にソロ1stアルバム『GUITARHYTHM』をリリースし、ソロ活動を開始。翌1989年には吉川晃司とのユニット"COMPLEX"でデビューし、翌1990年秋まで活動する。COMPLEXの活動休止後は一貫してソロ活動に専念する。1994年、東大寺にて行われたUNESCO主催の『GME '94 〜21世紀への音楽遺産をめざして〜 AONIYOSHI』に日本を代表するアーティストの一人として出演。マイケル・ケイメン、ジョニ・ミッチェル、INXS、ロジャー・テイラー、ライ・クーダー、レイ・クーパー、レナード衛藤らと共演した。1996年には、マイケル・ケイメンからのオファーでアトランタオリンピックの閉会式に出演。また、「HOTEI」名義でイギリス、ドイツなど欧州やカナダでアルバムをリリースしている。イギリスのロックバンド、ジーザス・ジョーンズと親交があり、1994年にはジョイントツアーも行った。2003年、クエンティン・タランティーノからのオファーにより、「新・仁義なき戦いのテーマ」が「BATTLE WITHOUT HONOR OR HUMANITY」として映画『キル・ビル』のメインテーマに採用される。2007年、『HOTEI presents "SUPER SOUL SESSIONS" BRIAN SETZER vs HOTEI vs CHAR』と冠したライブにおいて、Charとブライアン・セッツァーとの競演を果たす。
長らくソロ・ミュージシャンとして活動していたが、2011年4月28日に公式サイト上にて、東日本大震災の復興支援ライブとして21年ぶりに東京ドームにてCOMPLEXの一夜限りの復活を発表。当初は7月30日のみの予定だったが、5月末には7月31日の追加公演も発表された。『日本一心』と銘打ったこのライブの動員数は2日間で10万人以上、収益は6億5431万8473円に上った。収益金は震災の復興、復旧に全額寄付された。同年には、映画『ミッション:インポッシブル』シリーズのメインテーマを布袋がアレンジするという形で、12月に公開された同シリーズの第4作『ミッション:インポッシブル/ゴースト・プロトコル』の日本国内向け宣伝用楽曲を手掛けている。2012年夏、長らく住み慣れた日本を離れロンドンへと移住。音楽面をはじめ自身に多大な影響を及ぼした同地にて新たな夢を叶える旨を表明した。2015年4月、イギリス現地のレーベル『スパインファーム・レコード』と契約。同年10月にはアルバム『STRANGERS』をイギリス、欧州、日本にて同時リリースした。2021年8月、東京2020パラリンピック開会式の「片翼の小さな飛行機の物語」の演出にて、パフォーマンスを披露した。披露後、自身のギター（G柄ギター）を国際パラリンピック委員会に寄付した。2024年5月15日・16日、能登半島地震を受け吉川晃司と共に再びCOMPLEXとしてチャリティーライブ『日本一心』を東京ドームで開催すると公式サイトとインスタグラムで発表した。その後二日間に渡るライブを無事完走。
自身の音楽活動の一方、音楽プロデューサーとして山下久美子、今井美樹、相川七瀬、藤井フミヤ、JILL、TOKIOなど他アーティストへの楽曲提供や、『SF サムライ・フィクション』『新・仁義なき戦い』や『KT』などの映画音楽も手掛ける。また『サムライ・フィクション』や『新・仁義なき戦い』、日清カップヌードルや永瀬正敏との「BOSS」のCMにも出演した。
モットーは「最新のHOTEIが最高のHOTEI」。

## 来歴

### 生い立ち
自身の著書『秘密』によると、父親は韓国人。貿易商であり1年の大半を国外で過ごしていたため、日本に戻ることはほとんどなく母子家庭同然の環境だった。厳格かつ伊達な人物で、父からは「寅泰くん」と呼ばれており、彼が帰宅した日の夕食は家族全員が正装して食卓につき、テーブルマナーにも厳しかったという。苦手な人物であった一方、現在の自身の趣味趣向から「悔しいかな父から受けた影響は絶大だった」とも述べている。映画『新・仁義なき戦い』に、昌龍の役で出演を決めた理由について、「彼の生い立ちと同じく、僕も父親が韓国人で、アウトサイダーとして生きざるを得なかった」と語っている。
母親は北海道余市町生まれの樺太（サハリン）育ち、日本とロシアのハーフで日本国籍である。かつて高崎駅前にてクラブを経営していた。父親とは対照的に庶民的かつ天真爛漫な人物で布袋を「トモちゃん」と呼び、父が不在の時は布袋と妹をラーメン屋へと連れ出す気さくさがあった。一方で職業柄、身だしなみには拘りが強く、布袋の授業参観には毎回メイクも髪も念入りにセットし高価な和服を着てやって来るという一面も持っていた。毎回布袋が普通の服装で来るよう頼んでも、それが叶うことはなかったという。BOØWY時代初期は布袋の音楽活動に対し否定的だったが、1986年7月2日にBOØWY初の日本武道館ワンマンライブに招いた際には終演後「あなたならやると信じていたわ」と言い放ったというエピソードがある。また、マイケル・ケイメンとの共演で1998年にリリースした『GUITAR CONCERTO』を聴き、布袋の音楽で初めて涙を流したとされる。
生家にはふたつの表札が掲げられていた。布袋は自伝にて、父が韓国人であったため、当時の時代背景もあり両親は厳密には入籍していなかったのではないかと推測する旨を記している。
妹はかつてガラパゴスのヴォーカルとして活動していた狩野環。ガラパゴスはメジャーデビューの際、布袋の個人事務所であるIRc2に所属、布袋のツアー『GUITARHYTHM ACTIVE FLY INTO YOUR DREAM』でオープニング・アクトを務めたり、布袋が同バンドの楽曲『月の流す涙』をラジオ内でカヴァーしたりと、音楽上でも交流があった。1994年のガラパゴス解散後は、新たに"Super EGO"を結成。後に同バンドのドラマーと結婚した。BOØWY時代初期にツアーで京都市に行った際、たまたま修学旅行に来ていた環と鉢合わせしてしまい、布袋はバツの悪い想いをしたというエピソードも存在する。また布袋がBOØWYでブレイクした影響により、著名人の妹という目で周囲から見られるようになったストレスで高校をドロップアウトしている。
姪はシンガーソングライターのタグチハナ。狩野環の長女であり、2015年にメジャーデビューしている。なお布袋は「ハナ」という名前を盟友であるジーザス・ジョーンズのマイク・エドワーズの女児にセカンドネームとして贈った。
義弟はかつて自身がプロデュースしたJET SETSの田口亮。狩野環の再婚相手であり、タグチハナの継父に当たる。
生家は北欧風の佇まいで、通いの家政婦がおり、当時まだ珍しかったエアコンが設置され、自家用車も所有していた他、リビングにはドイツ製のアップライトピアノや高級ステレオが鎮座し、自身や妹にも幼少期から個室が与えられ、インターホンの内線で通話するといった裕福な家庭に育つ。父親が韓国人であったことから幼少期には周囲から差別を受けたり、友人たちとの家庭環境の違いに時折コンプレックスを抱くこともあったという。
幼少時代にピアノを始める。母親がハリウッド映画のサウンドトラックやアルゼンチン・タンゴを好んで聴いており、彼女からのリクエストでこれらの楽曲を弾くことも多かったという。父親も音楽好きであり、交響曲を中心としたクラシック音楽を好んでいた。ピアノと並行し、小学校5年時にはトランペットの鼓隊にも入隊していた。小学校高学年時にはエレクトーンも習っており、発表会で舞台を踏んだ群馬音楽センターは後年BOØWYやソロのライブでも使用している。小学校時代は児童会長を務め、海外への留学話が挙がったこともあったという。
服装にも幼少期から拘りを持っており、カブスカウトの制服に憧れたり、小学6年生になると長髪にして刺繡入りのベルボトムのジーンズを履くような少年だった。当時の群馬県では中学生になると頭髪を坊主刈りにしなければならず、詰襟と坊主頭に抵抗があったことから、これらを避けるべく私服登校が可能な中高一貫制の私立校である新島学園中学校へ進学している。

### ギターとの出会い
中学時代はギターを始めるまで何にも興味が持てず、「まず勉強でドロップアウト。スポーツではバスケットボール部やサッカー部、テニス部にも入部したが練習に打ち込むための闘争心が湧かず退部。かといって不良グループは煙草を吸って、バイクに乗って、パチンコして、他校の生徒と喧嘩して、何が面白いのか全く理解できなかった」という冷めた日々を過ごしていた。
14歳の時、釜石市に住む従姉の家で洋楽に触れ、また同時期マーク・ボランのポスターを見て感銘を受け、ギターを始める。初めて買ったギターはストラトキャスタータイプで、この時の資金は母親の財布からくすねた1万円だった。初めて弾いたのはディープ・パープルの「スモーク・オン・ザ・ウォーター」のリフだったという。また初めて買ったレコードはエマーソン・レイク・アンド・パーマーの『恐怖の頭脳改革』とビートルズの赤盤。
中学3年の3学期、群馬県スポーツセンターで開催されたエアロスミスの来日公演を鑑賞した際、同ライブを鑑賞していた新島学園の2年先輩である小林怪から声を掛けられたことがきっかけで、彼のバンド"キティ"に加入する。独特なセンスの持ち主であった小林からロキシー・ミュージックやスパークス、10cc、クラフトワーク、ブリジット・フォンテーヌなど自身のスタイルに影響を与えた音楽を多数教わった。
後に独特のギタースタイル、ビジュアルを確立した大きな要因として、自身の他人と同じことが大嫌いという性格を挙げている。高校時代はクラスメートがレッド・ツェッペリンやディープ・パープルなどに夢中になっているのをよそに、ロキシー・ミュージックやブリジット・フォンテーヌなど当時の王道とは一線を画す音楽を聴き込んでいたのもその性格の現れである。高校1年の頃はキャプテン・ビーフハートや平沢進を狂ったように聴いていたとも述べている。また当時はオキシドールで髪をオレンジに染めたり、タイトで真っ赤なスーツやJUNやBIGIの服を着用したり、デヴィッド・ボウイの『アラジン・セイン』のジャケットを真似て眉毛を剃り落としたり、好きなレコードのアルバム・ジャケットをバインダー代わりに持ち歩くなど当時の高崎界隈では風変わりな風貌で登校していた。
小林の卒業後は同級生たちと"ジギー・リギー"というバンドを結成。10人編成のビッグバンドで、メンバーには後にBOØWYのメンバーとなる深沢和明や、現在は群馬テレビ取締役制作局局長の中川伸一郎も在籍していた。同郷の後輩であるヤガミトールによると、当時の高崎界隈では氷室京介と松井恒松が組んでいた"デスペナルティ"と"ジギー・リギー"が人気を二分しており、両者が対バンを行うと500人規模のホールが埋まるほどで、追っかけまで存在していたという。
高校3年時に両親が離婚。この時、父に韓国にも家庭があることが発覚し、同時に母が父の借金の保証人になっていた影響で生家を引き払い、母と妹と共に四畳半のアパートへ引っ越すことを余儀なくされた。これを機に父とは絶縁状態となる。
"ジギー・リギー"で活動していた同時期、"ウィークリー"というバンドのボーカル土屋浩と意気投合し、新たに"BLUE FILM"を結成した。程なくして"BLUE FILM"のメンバーと前橋市内にて同居生活を始めている。"BLUE FILM"では布袋がバンドスタイルの考案、土屋がレコード店への営業活動という役割を担っていた。やがて2人は新星堂高崎店の楽器売場のチーフと懇意になり、このチーフからのアドバイスで、デモテープを制作しては東京のレコード会社や音楽事務所へ送っていた。
卒業直前の3学期に新島学園高校を中退。中退の理由は学校側から髪型を指摘されたことが原因である。その際、教師に向けて「イエス様の方が僕より長い」と言い放ったとされる。一方、新島学園にも「生徒の個性を尊重すべきだ」と布袋を擁護した人物がいた。その人物とは氷室京介や松井恒松、山田かまちの小学校時代の担任で、後にかまちの作品を世に送り出す竹内俊雄であった。真意は他人から強制されたことに嫌悪感が湧いただけで、長髪にそれほど拘りがあったわけではなく、敢えて中退した翌日に髪をパンクヘアーに切り落とした。2017年5月26日、長年のロックミュージシャンとしての貢献が表彰され、新島学園から名誉卒業を迎えた。
高校中退と同時期、"BLUE FILM"で「EAST WEST '79」関東甲信越大会に出場した。"FLY AWAY"名義でもA'ROCK本選会とROCK INNに出場し全国大会まで進出し、前者でアイディア賞を受賞する。コンテスト後、17歳の終わりに土屋と共に上京する。

### 上京後 〜 BOØWY結成
上京後は前橋時代に世話になった先輩を頼って池袋のアパートで生活を始める。しかし、程なくして土屋との音楽性の違いからバンドは空中分解する。手持ちの資金も尽きたことで、有楽町のコーヒー店でアルバイトを始めるが、バイト疲れでギターに触れもしない日々が続く。上京から約1年後、高校時代から交際していた同級生の女性が上京し、阿佐ヶ谷にて同棲生活を始める。同棲を始めてしばらくした時期に、客のカスタマーハラスメントにより起きたトラブルでコーヒー店をクビとなる。程なくして新宿の十二荘通りにあるマンションを経た後、前述の小林怪の紹介で福生市の米軍ハウスに移り住む。ギターを大音量でかき鳴らせるという住宅環境の中で、クラフトワークの楽曲をバックにギターフレーズを考案するなど自身の音楽スタイルを模索する日々を送る。コーヒー店をクビになった後は定職に就けず、この女性に半ば養ってもらうという生活だった。
米軍ハウスに暮らしていた1980年7月、同郷のライバルであった氷室京介から突如連絡があり、六本木のアマンド前にて再会する。この時布袋は、氷室が群馬時代の硬派な出で立ちから、うっすらメイクを施したニュー・ウェイブ風の風貌へ変化していたことに驚いたという。ミスタードーナツで数時間話した末、両者の音楽的嗜好が近いことなどから意気投合し、2人でバンドを結成する。
後日、氷室は布袋を連れて当時の所属事務所だったビーイングへ赴き、自身が所属していた"スピニッヂ・パワー"からの脱退、そして布袋と新たなバンドを結成する意志を社長の長戸大幸に伝える。長戸はバンド結成を許可し、メンバーは自分たちで見つけること、楽曲が出来たら提出することを要求した。この直後から氷室と布袋で楽曲制作を開始し、並行してオーディションでメンバーを探す日々を送った。BOØWYの代表曲である「IMAGE DOWN」や「NO. NEW YORK」はこの時期に制作されたものである。
同年秋、かつて氷室と"デスペナルティー"で活動していた松井恒松がバンドに加入した。後に同じく元デスペナルティーの諸星アツシ、布袋と"ジギー・リギー"で活動していた深沢和明がバンドに加入。氷室とスピニッヂ・パワーで活動していた木村マモルもサポートメンバーという形で合流し、年内に結成メンバーが揃う。当初、パンクの影響であまり好んでギターソロを弾かなかった布袋のプレイスタイルに木村は違和感を覚えるも、氷室が「（ギターは）布袋でいいんだ」と返したという記録も残っている。

### BOØWY結成後 〜 解散まで
1981年、所属事務所となったビーイングの提案でバンド名を"暴威"とされる。同年5月11日、新宿LOFTにてデビューライブ『暴威 LOFT FIRST LIVE』を開催する。当日の観客は13名で、後のメンバーとなる高橋まこともいた。同ライブの後日、木村に代わり高橋が加入。
バンドでは楽曲制作、編曲、サウンドプロデュース、バンドスタイルの考案に加え、ライブハウス時代は後述の通りライブの宣伝フライヤーの制作、他バンドの打ち上げ等でBOØWYを宣伝する広報係も担当した。
翌1982年1月、メンバーからバンド名への不満が噴出した為、"BOØWY"に改名。同年3月21日、ビクター音楽産業より、BOØWYのギタリストとして『MORAL』でメジャーデビュー。同年10月9日、諸星と深沢が脱退し、以降は解散まで氷室・布袋・松井・高橋の4人編成で活動する。同年12月から1984年7月にかけて、高橋と共に"AUTO-MOD"にも参加した。また明確な時期は不明だが、BOØWY初期に"PETS"というバンドにも参加している。
経済面はメジャーデビュー後もほぼ変わらず、引き続き前述の同棲相手に頼りながら、福生の米軍ハウスを経て赤坂のアパートで生活する状況だった。しかし『INSTANT LOVE』の時期にこの女性と別れたため、高円寺へと引っ越し、池袋以来の一人暮らしとなる。依然音楽だけで食べていける状況ではなく、母親からの仕送りに頼る他、ナンパした女性に飲食代を全額支払わせたり、居酒屋でチューハイを1杯だけ注文し別のテーブルの残り物を食べるという方法で空腹を凌いだり、夜中に酒屋の脇に積んである空きビンを失敬し翌日に何食わぬ顔でそれを換金して小銭を稼ぐなどしていた。
同1983年にかつてのバンド仲間であった土屋浩をメンバーに紹介し、彼をBOØWYのマネージャーに引き入れ、メンバーと土屋の5人体制でバンドの個人事務所"Ø-con' nection"を起ち上げる。連絡先は当時松井がマスターを務めていた阿佐ヶ谷のカフェ・バー"mint"だった。同年秋、『INSTANT LOVE』のプロモーション用にサンプルのシングルとして制作された「FUNNY BOY」が新宿有線で3週連続1位を記録した他、このころからライブの動員も増え始め、自身にもスタジオミュージシャンとしての仕事が少しずつ入ってくるようになる。当時スタジオミュージシャンとして参加したものに、アニメ『ストップ!! ひばりくん!』のエンディングテーマ「コンガラ・コネクション」、『風の谷のナウシカ』の挿入曲「王蟲の暴走」、サントリータコハイのCMソング提供などがある。
翌1984年にはライブ動員数の増加により、活動拠点を新宿LOFTから渋谷LIVE INNへと移し、ハイエースで地方のライブハウスを廻る全国活動も展開していく。やがてライブには音楽業界の関係者も姿を見せるようになる。当時訪れた業界人の中には、BOØWYの音楽性やメンバーの演奏スタイルに苦言を呈す者もおり、布袋も「ああいう打楽器みたいなギターはどうなんだ」と酷評されたことがあったという。
1984年10月7日、BOØWYは事務所をユイ音楽工房へ、レコード会社も東芝EMIへと移籍する。同時に自身も再出発の意味を込めて原宿のアパートへと引っ越した。
1985年6月から8月にかけて泉谷しげるのバックバンド"タワーズ"に参加。この年を機に外部参加も増え、中島みゆき、後の妻となる山下久美子、鈴木雅之、後年共にCOMPLEXを結成することになる吉川晃司等のレコーディングにも参加した。同年12月24日、BOØWYの渋谷公会堂でのライブにて山下久美子との結婚を発表。
1986年以降は、BOØWYでの活動の傍ら、山下のアルバムをプロデュース・楽曲提供し、ライブのサポートメンバーとしても参加した。
1987年12月24日、渋谷公会堂のライブにて解散宣言し、翌1988年4月4日・5日の『“LAST GIGS”』にてBOØWYメンバーとしての活動を終了する。

### GUITARHYTHM
『“LAST GIGS”』直前の1988年3月29日、ユイ音楽工房にてBOØWYスタッフのトップを務めていた糟谷銑司と共に個人事務所"IRc2 CORPORATION"を設立。事務所名は当時発見された新天体から命名した。
『“LAST GIGS”』から半年後の1988年10月5日、『GUITARHYTHM』でソロデビュー。同作を引っさげた『GUITARHYTHM LIVE』を国立代々木競技場第一体育館、大阪城ホールにて開催する。ライブには松井恒松もベーシストとして参加した。

### COMPLEX
1988年12月10日、BOØWY時代から公私に渡り親交のあった吉川晃司と共にCOMPLEXを結成することを発表。
翌1989年4月8日、シングル『BE MY BABY』でデビュー。活動期間中にリリースした作品はすべてオリコンチャートにて1位を獲得した。
1990年11月8日に東京ドームで開催された『ROMANTIC EXTRA』にてCOMPLEXでの活動を無期限停止。実質上の解散となる。解散の理由については、「ビジネス面は一切眼中になく、本能のままに生音の楽曲を制作し、シンガーソングライターとして急成長する吉川」と、「楽曲の細部にまでわたるこだわりだけでなく、活動コンセプト、作品毎の世界観、ファッション・メイク、ライブでのアレンジや演出、プロモーション等のビジネス面に至るまでを視野に入れ、音楽活動をプレイヤー視点とプロデューサー視点の双方からトータルで捉える布袋」との間に次第に溝が生まれ、最後は飲み屋での殴り合いにまで発展した。活動休止公表後のインタビューでは、吉川・布袋ともにCOMPLEX結成当初から確執が生じていたことを認めている。当時、世界の音楽シーンで隆盛していたコンピュータを多分に導入した隙のないサウンド作りを志していた布袋と、COMPLEXのツアーで一流ミュージシャンによる生演奏の中で唄うことの楽しさを知った吉川との間に音楽性の根本的な違いが生じたことも休止の要因と言われている。
活動休止公表後のインタビューにて布袋は「COMPLEXをやった2年間はアーティストとしてはあまり前進してなかったと思う。だからすごい後悔してる部分もあるよね」「商業的な成功以外、何も得るものがなかった」と述べている。同時にこの時点ですでにソロ復帰作の草案が浮かんでいる旨やその内容を語っており、解散ライブ『ROMANTIC EXTRA』の翌日にはソロ復帰作『GUITARHYTHM II』の制作に向けて早々にロンドンへと渡英している。当時の布袋の日記を掲載した著書『よい夢を、おやすみ。』には、渡英後にロンドンのオフィスで『ROMANTIC EXTRA』のビデオを観たものの「そこに映る自分がどことなく虚しくて最後まで観る気になれなかった」「解散したところで以前のような友情は戻らないだろう」と記している。
1991年、布袋は「COMPLEXが本当に布袋のやりたいこととは思えない」とかつて氷室がインタビューで語ったことに対して「当然だと思う」と肯定している。「だって俺、BOØWYやめてからは海外進出を目指すからって、ヒムロックと約束したんだから。『GUITARHYTHM』がそれだったんだけど、COMPLEXはそうじゃないからね。いわば約束を破ったんだから」とCOMPLEXでの活動はBOØWY解散時には構想になかったことを認めている。
また1992年のインタビューでも「あいつ（吉川）といい友達だったのに、COMPLEXをやれることで離れちゃったなぁ…ということなんだよね。もしやらなかったら今でも肩並べてその辺で酒飲んでる友達同志でいたかもしれないしさ」「あいつと俺は一緒に音楽を作るふたりではなかったなあ…と思いますね」「事務所が別々だったり、何か俺らが見えないところでもうまくいかなくなっていったしね…」とCOMPLEX結成を後悔する旨を語っている。

### COMPLEX以降
COMPLEX解散後は一部の単発企画を除き、2025年現在まで一貫してソロ活動に徹する。
2012年夏、ロンドンへと移住。自身に多大な影響を及ぼした同地にて新たな夢を叶える旨を表明した。

## 音楽性
BOØWY時代やCOMPLEX時代は8ビートとニューウェイヴを基調としたポップな楽曲（いわゆるビート・ロックやパワー・ポップ）をメインに制作していたが、ソロアーティストとなって以降はデジタルロック、ファンク、グラムロック、ポップ・ロック、プログレッシブ、テクノ、クラウト・ロック、ブラス・ロック、ハウス、レゲエ、パンク、ポストロック、エレクトロニカ、ドラムンベース、アンビエント、ロカビリー、ジャズなど様々な要素を取り入れたサウンドを展開しており、アルバム毎に音楽コンセプトを一変させ、世界観の異なる作品をリリースしている。このような姿勢について布袋は「日々変化してこそロックン・ロール」と語っている。
自身が最も影響を受けたミュージシャンにデヴィッド・ボウイ、T・レックス、ロキシー・ミュージックを、また自身をギタリストにした人物としてマーク・ボラン、ミック・ロンソン、クリス・スペディングを挙げている。特にデヴィッド・ボウイへの敬愛は強く、インタビューなどで頻繁に名前が登場している。また自身の音楽コンセプトを毎回変えるというスタイルもボウイから受けた影響の一つである。他にも10cc、エルヴィス・コステロ、XTC、スパークス、クラフトワーク、デフ・スクール、スティーヴ・ハーレイ&コックニー・レベル、ディーヴォ、トーキング・ヘッズ、DAF、ウルトラヴォックス、ジグ・ジグ・スパトニック、ジーザス・ジョーンズ、ギャング・オブ・フォー、キャプテン・ビーフハート、平沢進、テレヴィジョン、デキシーズ・ミッドナイト・ランナーズ、ブームタウン・ラッツ、セックス・ピストルズ、リー・リトナー、アル・ディ・メオラ、ブリジット・フォンテーヌなどをはじめ多岐に及ぶ。現在でも非常に多くのミュージシャンを愛聴しており、自他共に認めるレコードマニアである。
音楽面やバンドスタイルではブリティッシュムーブメント（特にグラムロック、パンク、ニューウェイヴ）からの影響が非常に強いが、一方ギタープレイではレイ・パーカーJr.、ワウ・ワウ・ワトソン、ジョニー・"ギター"・ワトソン、アル・マッケイなど、ブラックミュージック系のギタリストを好んでコピーしていたことから、ファンクへの拘りも非常に強い。
ライブ活動には非常に精力的であり、現在でもアリーナ、ホール、ライブハウスなど様々な規模のステージを踏んでいる。「ライブアーティストでありたい」「あくまでライブをやりたいから楽曲を作る」などステージを意識した発言は数多い。ステージセットや演出への拘りも強く、代名詞ともいえるアグレッシブで独特のステージアクションを評価しているミュージシャンも多く存在する。サポートメンバーはツアー毎に入れ替わることが多く、ライブコンセプトやサポートメンバーのスタイルなどによって過去の楽曲にもさらなるアレンジを施し、時にオリジナルテイクと大きく姿を変える。基本的にほぼ毎回のライブおよびツアーの度に、新たにアレンジされた過去の楽曲が披露されている。
楽曲のみに留まらず、ファッションやビジュアル、アートワークも活動コンセプトの一端として重視している。作品の世界観に合わせてスーツや革ジャン、近未来風ファッションやゴシック調の衣装にも袖を通し、メイク・スタイリングも変える。このような姿勢はアマチュア時代から持ち合わせており、Charのファッションにも強く影響を受け「群馬のChar」と呼ばれていたとも語っている。BOØWY結成後も当初からヘアメイクや衣装、ライブコンセプトのアイデアを度々メンバーに提案していた。『INSTANT LOVE』の時期に、青山のキラー通りにあったファッション工房"T-KIDS"に飛び込みで衣装提供を申し込み、実現させたというエピソードもある。ヘアスタイルのセットに関しては、BOØWY時代から2023年現在まで一貫して自身で行っている。また高校時代にレタリングの通信教育を受けていたことから、BOØWY時代初期はライブの宣伝チラシのデザインも担当していた。
音楽以外に絵画やアート作品、詩、映画、文学なども好み、曲作りに影響を受けたエピソードも著書やインタビューなどで語られている。アンディ・ウォーホル、ジャン・コクトー、アルチュール・ランボー、サルバドール・ダリ、アントニ・ガウディ、フィンセント・ファン・ゴッホ、ケネス・アンガー、スタンリー・キューブリック、ウィリアム・バロウズ、小池真理子などを趣味として挙げている。旅に出ることも多く、様々な土地でのエピソードが度々楽曲に反映されている。特にロンドンへの愛着は一際強く、2012年に同地へ移住する以前から別宅としてアビーロードやノッティング・ヒルにフラットを所有しており、レコーディングやプライベートでたびたび訪れていた。

### ギタースタイル
前述のような音楽趣向からビートへの拘りは非常に強く、様々な場面で口にしている。また自身のことを「ビート・ギタリスト」と称している。布袋のギタースタイルの象徴の一つとして『BAD FEELING』のリフに代表される独特のカッティングが挙げられるが、これもビートへの拘りとファンクからの影響を強く受けていることが背景にある。
ピックはオニギリ型のハードタイプを愛用。ピックと爪を同時に弦に当てながら弾く（ピッキング・ハーモニクス）ため、独特のサウンドを奏でる。布袋によれば自身の好みで黒人ギタリストを多くコピーしてきた結果、自然と身に着いたものであると述べている。一度のライブで爪がかなり消耗することから、ツアー中はコーティングを欠かさず行っている。
バッキングの際はブリッジミュートやミュートカッティングを駆使してリズムを際立たせるプレイをすることが多い。「こう見えて几帳面な性格なので、ギターもリズムをきっちり刻むスタイルの方がしっくり来た」と度々述べている他、「歪ませて8ビートをガンガンやっても、ピックだけで弾くと間延びする。でも爪と一緒にやってるとパキン！て音が出るからパッパッって切れる音になる」とも述べている。このようにギターを弾く際のピッキングのアタック感やリズム感を意識している発言も多く、様々なミュージシャンから「布袋のギターはコンピューターのような正確さだ」と評されており、スティーヴ エトウは「迷った時には彼のギターを聴けば確実」と評している。
左手に関しては、パンクやニューウェイヴからの影響でアマチュア時代からストラップを長くして腰の位置で弾くなど、テクニックよりもオリジナリティーを重視してきた結果、未だに小指はうまく使えないという。一方で5弦6弦を親指で押さえるといったスタイルを多用している。
「ギターは左手以上に右手が大事」とし、「同じフレーズでもピッキング・ハーモニクスを利かせるなど、右手の使い方次第でサウンドに個性を出すことが出来る」と語っている。布袋の手は長身ながら小さく柔らかいため、この点と前述のピッキング・ハーモニクスや5弦6弦を親指で押さえるというスタイルが『BAD FEELING』や『2人のAnother Twilight』など独特のカッティングを駆使したいわゆる「手癖フレーズ」を生み出すのに功を奏したと評している。マーティ・フリードマンは自身の著書にて、ギターの音を聞いただけで誰が弾いているか分かる日本の個性派ギタリストとしてChar、松本孝弘と共に布袋の名を挙げている。
このようにリズムへの拘りは強いが、歌メロディーに踏襲したリードギターも大きな特徴である。ロック・ミュージックのギターソロやフレーズにおいて使用頻度が高いペンタトニック・スケールが布袋のギターソロ等ではほとんど使用されておらず、いわゆるドレミと同じ西洋七音階にて構成されている。特にBOØWY時代は「音階は音が離れていないほうが耳馴染みがいい」「ギターソロは驚かせるものではなく、聴き手をほっとさせたい」「アドリブっぽくならないように」と、本人曰く“簡単だけど耳に残るフレーズ”を徹底的に追求した。同時にギターソロに関してはテクニックよりも感情移入主義であるとしており、「（自分は）作曲者としてはBOØWYの『MARIONETTE』やCOMPLEXの『BE MY BABY』など、基本的にメロディが湧いてくるタイプ。ギター弾きっていうのは無限のメロディを持っていなかったら成り立たないし、優れたアドリブを弾けるには優れたメロディーメイカーじゃないと不可能。最終的には解釈もコード進行も関係ないし、全部気持ちの豊かさから来るもの」と述べている。
2025年現在、ツアーのサポートギタリストを務めている黒田晃年によれば、布袋のアンプのセッティングは歪みを徹底的に抑えており、黒田をして「スーパードライ」なサウンドでプレイしている。
BOØWY時代から現在までテレキャスターに幾何学模様をペイントしたオリジナルモデル"TE-HT"をメインギターとして使用している。テレキャスターを選んだ理由については、レスポールやストラトキャスターでは許容量が大きく、どうしても"レスポールの音"や"ストラトの音"になってしまい、そのギターの枠からはみ出せないと捉えた旨をBOØWY時代のインタビューで述べている。また「あまりギタリストのイメージが固まっていないギターだったから」とも述べており、ストラトキャスターやレスポールに比べて使用するギタリストが少ないことから、「テレキャスターの申し子」を自称することもできると考えたと著書に記している。BOØWY時代後期は低音が大きく持ち上がった加工感のあるサウンドを特徴とし、「普通にアンプに繋いでリアに置くとキンキンの音がするんだけど、その辺をイコライザーとかで落として、低域を上げたりして太くしてるからいわゆる"テレキャスの音"ではない」と解説していた。また同じインタビューで「BOØWYは4人バンドで、自分は空間系で遊びたい方だからベースとのバランスとかあるでしょ。どこの低域がベースとどこで合うか、とか。松っちゃんは中がないっていうか、アタックと重低音しかなかったりするプレイヤーだから。そうすると俺が中音域を担当しなきゃいけないから、ちょっとミドルを上げていた」とも発言している。
前述の通り、マーク・ボランがレスポールを弾いている姿のポスターを見たのがきっかけでギターを始めるが、一方で自身にレスポールは合わないと述べている。メジャーデビュー後のキャリアで使用した機会も非常に少ない。レスポールについて布袋は「僕のイメージしている音とかルックスじゃない。まず、音を出した時に、思ってる以上に音が甘い。そうするとボリューム上げていかなきゃいけないし、フレーズもハードロックしてきちゃう。僕はLAメタルみたいなのは嫌いだし、虎目とかのコレクター感覚もない。それに僕には持ちにくい。それでレスポールを抱きたいって感覚に全くならなかった」、「（ギターの）初心者にレスポールは薦めない。重いし、弦のテンションは硬いし、音が凄く伸びるギターだからコードを練習しなくなっちゃう。どうしても音を歪ませてごまかしちゃう。コードを鳴らす快感を通り越しちゃう」と述べている。
BOØWY時代はコーラス、アナログ・ディレイ、ハーモナイザー、ピッチシフターをはじめ自らを「エフェクターの鬼」と称するほど多種多様のエフェクターを用いていたが、「（BOØWY時代は）4人バンドでコード楽器は俺しかいなかったから、広げたり飛ばしたりをやらないとすごくモノクロなロックンロールになってしまうのも手伝って、結構使ってた。BOØWYをやめた時にもうエフェクターを使う必然性はないなって」という言葉が示す通り、ソロ以降その数は減少している。しかしソロ・キャリアでもデジタル要素の強い作品をリリースするなど使用率は決して低くはなく、特にアナログ・ディレイは現在に至るまで定番アイテムとして定着している。
アマチュア時代は毎日クラフトワークを聴きながら楽曲のループに合わせてギターフレーズを考えていたという時期も存在し、当時描いた理想のギタリスト像について「マーク・ボランのようなグラムな衣装で、黒人のようなファンキーなカッティングを、クラフトワークのビートをバックに踊りながら弾くギタリストという何とも奇妙なものだった」と語っている。
TAKUYA、SUGIZO、HISASHI、MIYAVIなど布袋からの影響を公言しているプロのギタリストも数多い。
今井寿は「影響を受けた唯一のギタリスト」として布袋の名を挙げており、「ギターサウンドだけど、エレクトロ感、テクノ感がある」「ソロを弾かなくても格好いいギタープレイ」「乱暴な言い方で言えば、自分でコードを作っちゃう感じのパンクな姿勢」と述べ、総じて「洗練されたB級感」と評している。
数度の共演歴があり親交の深いブライアン・セッツァーは、「彼は古いサウンドをモダンにしてしまう才能がある」と評している。
ONIGAWARAの竹内サティフォは布袋のシグネイチャーモデルである"TC-HOTEI 25th Anniversary"をメインギターとして使用している。
布袋は自身のギタースタイルについて「僕はギタリストではあるけど、ノン・ギタリストという意識が根底にある。『ギター・マガジン』の人気投票で1位になったりするのは申し訳ないっていうか、そのつもりがまったくないギタリスト」「ギタリストも嫌いなプレイヤーの方が多い」とも発言している。
プレイのみに留まらず、独特のステージアクションも布袋の象徴として挙げられることは多い。ギターを始めた当初からステージで演奏することを考慮し、自宅でも立って弾いていたという。BOØWYがブレイクする以前は新宿のツバキハウスや六本木のクライマックスなどのディスコへも盛んに足を運んでおり、「ギターをかき鳴らすアクションでジャンプしながら踊っていた。間違いなく自分のステージアクションの原型は、ツバキハウスとクライマックスのダンスフロアで出来上がったと断言できる」と著書に記している。

### 作曲
楽曲制作に関しては、作曲を優先（曲先）にする。ギターリフから作ったもの、ベースリフから作ったもの、メロディから作ったもの、リズムパターンから作ったものと、バラエティに富んでいる。前述の通りライブへの拘りが非常に強いため、作曲の時点ではあまり意識しないが、編曲はライブを意識して行っており、基本的に「ライブで再現出来ないことはCDでも演らない」というスタンスである。ステージでのパートはギターとボーカルのみだが、レコーディングの際はベースやキーボードなども自らが演奏する。また一部作品ではプログラミングも行っている。
外出先などでフレーズが思い浮かんでも録音したり譜面に書き残すといったことは基本的に行わない。本人によると「忘れてしまうようなフレーズは、所詮その程度のものだということ」であり、『GUITARHYTHM IV』のようにデモテープを一切制作していないというアルバムも存在する。そもそもギターの譜面に関しては自作曲を譜面に起こすことが出来ず、読むことも不得手である。コードも基本的なもの以外はよく知らないという。そのため、BOØWY時代初期にスタジオミュージシャンの仕事が入った時は、小さいサイズのコードブックを隠し持ってスタジオ入りしていた。
『THANK YOU & GOOD BYE』や『New Beginnings』など一部を除き、現在までほぼ全ての作品でセルフ・プロデュースを執っているが、これについては「僕のプロデューサーって立場はあくまでもギタリストの延長線。いいミュージシャン、いいギタリストでいる為には、ドラムもベースも歌も知らなきゃいけない。初めて作った『MORAL』がまったく満足いかない仕上がりになってしまったことが、一番きっかけとして大きかった。これはスタジオの作業をもっと知らなきゃいけない、ただ演奏しただけでは結果的に作品としてのあるレベルには至らないと痛感した。それからミュージシャンとしての自分自身を大切に、色んなことをクリアしてプロデューサーと呼ばれるようになった」としている。
高橋まことは布袋の音楽スタイル、プロデュース・ワークについて「シンプルで、インパクトがあって、しかも恰好いい。そんなリフを作らせると布袋は本当に天才的だった」「一見するとルーツが見えづらいが、敢えて言うなら「ひとりミクスチャー」。あらゆるジャンルの音楽を貪欲なまでに呑み込んで、すべて自分の中で消化して布袋色に染め上げてしまう。自らのルーツ・ミュージックに立ち返ることを布袋は決してしなかった。なぜなら彼にとってのルーツ・ミュージックとは「布袋寅泰」そのものだからだ。自分自身をルーツにしようとしていたのは間違いないだろう」、「ルーツが見えづらい上にツールも多く、ギター以外の楽器も一通り何でもこなせる。レコーディング時にはかなり具体的なフレーズを要求してくることが多かった。本人がドラムも叩けるからこそであり、意思の疎通も非常にスムーズだった」と著書に記している。
自身の音楽スタイルについて布袋は「僕はアバンギャルドなものが好きだったけど、誰も聴いていないのに穴を掘って叫んでるのは格好悪いと思っていた。かといってあまりメインストリームなものも何だかアイドルみたいで趣味ではなかった。その中間の、誰もやってないこと。そこを目指してBOØWYの頃からずっとやってきた」と述べている。

## 人物

### 私生活
1985年12月24日、BOØWYの『BOØWY'S BE AMBITIOUS TOUR』渋谷公会堂公演にて山下久美子との結婚を発表、翌1986年1月に入籍した。山下のアルバム『BLONDE』に布袋が参加したことが馴れ初めである。出逢ってから2ヶ月弱で同棲を始め、半年弱で入籍というスピード婚であった。『BLONDE』レコーディング時、椅子に座ってやりづらそうにギターを弾いていた布袋が突如立ち上がって弾き始めたことでスタジオ内が騒然となったというエピソードがある。山下との間に子供はいない。
1996年1月末に今井美樹との不倫が発覚し、1997年11月に離婚した。この不倫が離婚の原因とされているが、山下の著書にはこれ以前から、BOØWYのブレイクにより布袋が自身を凌駕する存在になってしまったこと、布袋との間に子供が出来なかったこと、『GUITARHYTHM II』を始め布袋がアルバム制作に最適な環境として度々ロンドンに長期滞在したこと、布袋がソロ活動で多忙になり自身の作品へ次第に関わらなくなっていったこと、これらに対して寂しさとすれ違いが生じていったとも記している。
1999年6月6日に今井美樹と再婚。当時の週刊誌では略奪結婚を囁く報道もあった。2002年7月、今井との間に長女が誕生している。
2011年に東日本大震災で被災した宮城県南三陸町にボランティアとして訪れたことを明らかにしている。

### エピソード
- BOØWY時代、ライブのメンバー紹介では、ボーカルの氷室から「クレイジーギター、布袋寅泰！」と紹介されており、BOØWYとして最後の活動となった『LAST GIGS』では「もうアマチュアの頃からずっと知ってるけど、こんな格好いいギタリストは日本にこれから出てこないと思います。クレイジーギター、布袋寅泰！」と紹介されている。その後布袋が氷室と握手を交わした。
- 長身に関するエピソードは多い。
  - BOØWY結成以前、渋谷のコーヒー店へアルバイトの面接に行ったが、「背が高すぎてお客様に圧迫感を与える」という理由で不採用となっている[15][5]。
  - BOØWYがまだブレイクする以前、長身かつ当時はピンクに染めたモヒカンという髪型だったことから、近所の子供たちに「宇宙人発見！」と言われたことがある。布袋がそれに調子を合わせ、子供たちを追いかけ回す光景をBOØWYのメンバーたちは笑って見ていたという[20]。
  - 中村達也が上京したての頃に高円寺駅で布袋を見掛けた際には、長身でさらに髪を立てていたので「伊勢海老みたいやな」と思ったという[76]。
  - 1996年にデヴィッド・ボウイの来日公演で共演した際、「彼がステージに上がるなら、僕はハイヒールを履く必要があります」と紹介された。この日の前日、布袋は共演するためにボウイへの想いを綴った手紙を渡している（ホテルのドアの隙間から差し入れた）[5]。
  - 一方で幼少期は背が低く前から3番目辺りが定位置で[18]、中学3年の頃、一気に15センチ以上伸びたとのこと[5]。
- 左肩に、宙を羽ばたく鳥とHEAVENという文字のタトゥーがある。これは1987年にベルリンで入れたもので、当時BOØWY解散が決定し一時は音楽業界からの引退も考えたが、最終的に「自分は天国に行くまでギターを弾き続ける」と決意した際の誓いの証として入れた[5]。
- BOØWY解散後、氷室京介と直接会話したのは『GUITARHYTHM II』完成後。氷室の『OVER SOUL MATRIX TOUR 1991』大阪公演の楽屋を布袋が訪ねると、氷室は「聴いたよ」と答え、感想として「なげーよ」と述べたという。氷室はさらに「いいけど長い」「長いのつくりたかったんだからいいんじゃない？」と言い、布袋は率直な感想をもらえて嬉しかったとコメントしている[77]。
  - これ以前にも横浜中華街のレストランで偶然氷室と布袋が居合わせたことがあり、布袋は自身のラジオ番組にて「なんかこっちは緊張したけどね」と語っている[78]。
  - 1991年9月7日に布袋が氷室宅を訪れたという記録も残っている。2人でBOØWY時代の思い出話に花を咲かせたとのこと。また同日は松井の誕生日だったため、氷室家から松井へ祝福の電話をかけたと述べている[79][80]。
  - 1992年11月14日には、布袋の『GUITARHYTHM WILD TOUR』の京都会館公演へ氷室が観覧に訪れている[81]。
- 1994年に参加した東大寺でのイベント『GME'94 AONIYOSHI』で、ステージを降りる際にボブ・ディランから「I LIKE YOUR GUITAR」と声を掛けられる。「THANK YOU」と返し楽屋に戻ろうとすると、ディランのローディーが走って追いかけてきて「ディランがあんな風に他のミュージシャンに話し掛けるところを俺は初めて見たよ。君はすごくラッキーな人間だと思ったほうがいい」と興奮状態で話したという[5]。
- イギリスのミュージシャンに「MATERIALS」を無断でサンプリングされたことがある。パーティーの席で、相手が作曲者本人とも知らず布袋にそのことを話す当人に「それ、俺の曲なんだけど…」と返すと、その場は一瞬にして大爆笑となった[36]。
- 今井美樹が布袋の音楽性に惚れ込み、「今井の音楽性に布袋は合わない」というスタッフの反対を押し切ってアルバム用に2曲発注したところ、布袋は7曲も作ってきたという[82]。
- 『King & Queen』のレコーディングでブライアン・セッツァーと初対面する日に髪を緑に染めていった。するとスタジオに現れたブライアンも髪を紫に染めてきており、その場で大笑いし意気投合してしまった[83]。以後ブライアンとは2007年にステージ上でも共演するなど、今日まで交流が続いている。
- 前述の通り、BOØWYがまだブレイクする以前に『風の谷のナウシカ』の挿入曲「王蟲の暴走」に参加している。当時BOØWYが所属していたレコード会社がナウシカのサントラ発売元でもある徳間ジャパンだった繋がりで、音楽担当の久石譲より「ギターで鳴いてほしい」というオファーがあったとのこと。2011年、ツイッター上にて「ナウシカのオームの鳴き声は僕のギターなんですよ！」とツイートしたところ、ネット上で話題を呼んだ[38][39]。
- 日本時代の愛車はポルシェ、トヨタのアルファード、AMGのE63T、シボレーのエクスプレスバン、アストンマーティンのV8ヴァンテージ、ベントレーなどを使用していた。2012年のロンドン移住後はBMWのミニクーパーを愛用している。
  - なお自動車免許を取得したのはCOMPLEXの始動準備をしていた時期であり、本人曰く「ずいぶんと遅い免許の取得」だったとのこと。人生初のマイカーはポルシェだった。中古のポルシェ・928、新車で紫のポルシェ・911と買い替えるも自身の感性に馴染まず、ディーラーの提案で外装・内装をすべてウィンブルドン・グリーンに統一したポルシェ・911の新車を購入する。しかし納車時に予想外の奇抜な姿を目の当たりにし、購入したことを心底後悔したという[36][5]。しかし渋々ながら乗っているうちに愛着が湧き始め、COMPLEXの楽曲の大半はこの車のエンジン音から刺激を受けて作ったと述べている[5]。
- 愛犬家である。高崎市の生家にて犬を飼っていた他、上京後福生の米軍ハウスに在住していた際には拾ってきた「タモツくん」という黒の雑種犬と[14][5]、山下久美子と夫婦だった時期には「ジュリア」というアフガン・ハウンドと[36][16][注 31]、2007年から2018年にかけて「ルーリー」というドーベルマンと共に過ごした[84]。
- 上述の通り、両親の離婚後は父親と絶縁状態となる。1987年ごろ、父が糖尿病の合併症により失明する可能性があったことから、布袋と妹に会いたいと話していると父親の秘書から連絡があった。しかし布袋側はこれを拒否している[5]。
  - 後に父親は、1988年4月4日に開催されたBOØWYの『“LAST GIGS”』に足を運んでいた[85]。チケットが無かったため、東京ドームのそばで中から漏れてくる音に終始聴き入っていたという。1993年、『GUITARHYTHM WILD TOUR』中に父親が他界し、秘書から報告の連絡を受けた際、布袋は初めてその事実を知った[15][5]。
  - 両親の離婚後に母が負った父の借金は、布袋がBOØWYのブレイク後に得た印税で完済している。これは布袋自身の意向でもあった[5]。
  - 2000年初頭に映画『SF サムライ・フィクション』のプロモーションで釜山を訪れた際には、韓国に住む異母兄弟から手紙を受け取っている[15][5]。

## 使用ギター

### フェルナンデス（ゾディアック・ワークス）
- フェルナンデス TE-HT Main
  - BOØWY時代中期（1985年）から現在に至るまで布袋がライブやレコーディングで頻繁に使用するシグネーチャーモデル。布袋のトレードマークとして知られる白黒の幾何学模様[86]（通称「G柄」「GUITARHYTHM柄」[87]）が特徴。この模様は布袋がかつて所有していた別ブランドのギターに一筆書きしたものを踏襲したもので、布袋からの要望により滲んでいる部分や線が曲がっているところがある[88]。
  - TE-HTは、当時登場したばかりのEMG製のアクティブ・ピックアップ (EMG-SA) を搭載し、ヘッドストックはジャクソンスタイルの尖った「コンコルドヘッド」形状となっており、通常のフェンダー・テレキャスターとは異なるデザインが特徴的である。2024年現在はネックやブリッジ・ペグなどボディ以外の大半のパーツがゾディアック・ワークス製のものに交換されている。また、現在のTE-HTに搭載されているEMGピックアップも、布袋の音楽スタイルに合わせて細部を変更している。
  - 1989年2月にこのギターは盗難に遭ったが無事に戻ってきている[24][注 32]。
- フェルナンデス TE-HT with Sustainer
  - 『GUITARHYTHM II』のレコーディングより使用されている。サスティニアック、トレモロアーム、ハムバッキング・ピックアップを搭載したモデル。初期には「G柄」のないモデルもあった[注 33]。リア・ピックアップの周囲にはサスティニアックの効果をクリアにするためにスポンジが詰められている。
  - 主にインストゥルメンタルの楽曲やトリッキーなフレーズで使用することが多い。
  - TE-HTとは異なり、幾何学模様は完全な直線で描かれている。
- これらのギターはベーシックな部分はそのままに様々なモデルが作られたが、2007年に一部がオークションに出品された。
- 色や仕様違いを含めて多数のモデルがFERNANDESから市販化され、シグネチュア・モデルでは、X JAPANの『hideモデル』に次いで売れたシリーズである。

以下、テレキャスタータイプ以外でフェルナンデスで製作されたギターを記す。
- MV-480HT
  - COMPLEX時代に製作された。NATIONAL Glenwood 95をデザインソースに、ギブソン社のレスポールの構造を組み合わせた、オリジナルモデル。COMPLEXの「COMPLEX TOUR '89」において使用している様子が収録されている。『GUITARHYTHM SERIOUS! CLIMAXツアー』では成田忍が赤モデルを使用した。2011年の『30th ANNIVERSARY 第一弾 HOTEI THE ANTHOLOGY "創世記" BEGINNING FROM ENDLESS 〜BOØWY COMPLEX GUITARHYTHM〜』でも使用された。
- MV-95HT
  - BOØWY時代後期に製作。『BEAT EMOTION』のジャケットで使用したグレッチ社のスーパーアックスをモデルにハムバッカータイプのアクティブピックアップを装着した、オリジナルモデル。「Marionette」のPVにて使用している様子が収録されている。またDVD『“LAST GIGS”』の「IMAGE DOWN」「BEAT SWEET」でも使用されている[注 34]。
  - BOØWY解散後では、『GUITARHYTHM ACTIVE FLY INTO YOUR DREAM』において、成田忍がアーム付きの本器を使用している。
- FERNANDES The Function
- BURNY H-CUSTOM
  - 通称「シャチ」。『GUITARHYTHM ACTIVE FLY INTO YOUR DREAM』で初めて使用。『GUITAR LOVES YOU』や『VELVET KISS』は、毎回このギターで演奏される。12弦モデルやメタリックグリーンのモデルも存在する。
- BURNY H-115
- P-PROJECT A1-N

### ゾディアック・ワークス
- ゾディアック・ワークス DARKSTAR
  - 『DOBERMAN』の時期に、TE-HTに代わる新たなメインギターとして製作された。木製ボディにカーボンが巻かれており、TE-HTと同様に幾何学模様が描かれているが、こちらはボディ裏面にまで模様が描かれている。
- ゾディアック・ワークス BLACKFIRE
  - 『King & Queenツアー』で初登場したモデル。構想から3年をかけて製作された。ボディの右側面に埋め込められた12個のLEDがVUメーターとなっており、ピッキングの強弱によって点滅する仕組みになっている。『CHANGE YOURSELF!』のPVで使用されている。後にホワイトモデル、ファイヤーボールモデル、サテンブルーモデル、マジョーラペイントモデルも製作された。サテンブルーモデルは、楽曲提供・プロデュースした江角マキコの『ONE WAY DRIVE』のジャケットに使用されている。
- ゾディアック・ワークス SH
- ゾディアック・ワークス S Trg-A
- ゾディアック・ワークス ZPG The Monray

### ゾディアック・ネオ
- ゾディアック・ネオ Eternal Legacy HOTEI Model
  - 2024年5月15・16日に東京ドームで開催されたCOMPLEX『日本一心』公演で初披露された布袋のシグネチュアモデル[90]。創業者である松崎淳の逝去により、2023年に閉業したゾディアック・ワークスのクラフトマン・播木努をマスタービルダーに招き設立された新ギターブランドであるZodiac NEOの1stモデル[90]。基本的にTE-HTのスペックを踏襲しているが、ヘッド先端部分がTE-HTと比べて少し丸みのある形状になっている。

### ゼマティス
- 1969 ZEMAITIS "Shell Top" Custom Deluxe"Wild"
  - サポートギタリストとして参加した花田裕之の『Riff Rough Session』より使用。ファンの間では「ゼマティス・ワイルド」と呼ばれることが多い。『GUITARHYTHM WILDツアー』のメインギターとして躊躇なく弾き倒せるように、ボディの裏側にベルトのバックルでわざと傷をつけたという逸話がある。
- 1984 ZEMAITIS Custom Deluxe"Metal Front"
  - 『GUITARHYTHM WILDツアー』より使用。現在までレコーディング、ステージ共にメインギターのひとつとなっている。
- 1989 ZEMAITIS Custom Deluxe"Pearl Front"
  - 『サレンダー』や『命は燃やしつくすためのもの』のPV、『SCORPIO RISING』のジャケットで使用されている。
- 1978 ZEMAITIS Custom Deluxe"Disc Front"
  - 『GUITARHYTHM IV』より使用。『SERIOUS CLIPS』や『BELIEVE ME,I'M A LIAR』のPVに登場している。
- 1992 Zemaitis "Shell Top" CUSTOM DELUXE
  - 『fetish』のレコーディング終了後に購入。同作のツアーでも使用された。
- ZEMATIS Custom Deluxe Acoustic Guitar
  - 1970年代にドノヴァンが使用していた物をリペアーした一品。『King & Queenツアー』で初登場し、『CIRCUS』のPVでも使用されている。
- ZEMATIS Bass
  - レコーディング時のメインベースのひとつ。『BELIEVE ME,I'M A LIAR』のPVに登場している。現在は売却され所有していない。

### その他
- ESP テレキャスターモデル
  - ESPにオーダーして作られた「Navigator」ブランドのテレキャスターモデル。白地に黒ラインのG柄。BOØWY時代初期の1985年ごろまで使用されていた。黒ラインは酒に酔った勢いでトイレでペイントしたとされている。ESPにエンドース契約を依頼した際、「うちのギター弾くなんて100年早いよ」と言われたため、その後モニターを依頼されると「100年遅いよ」と返答している。
- FENDER TELECASTER Custom
  - 1994年ごろに滞在先のロンドンにて購入。『GUITARHYTHM IV』のレコーディングやツアーで使用された。黒のピックガードが追加されている。ローズ・ネックを好んで使用する布袋には珍しいメイプル・ネック。
- FENDER Custon Shop TELECASTER
  - 『バンビーナ』のレコーディングより使用。同曲のPVやプロモーション、『IDENTITY』のPVにも登場している。当初は白のピックガードだったが、黒の物に付け替えられた。フロント、リアともピックアップはシングルコイル。布袋にとって初のフェンダー純正のテレキャスターであり、ヘッドに書かれていた「FENDER」のロゴは照れくさくて削ってしまったという逸話がある。現在までレコーディング、ライブ共にメインギターのひとつとなっている。
- FENDER STRATOCASTER GOLD
  - 元々はゾディアック・ワークスの経営者である松崎淳が所有していた物。『SUPERSONIC GENERATION』のレコーディングで借りたところ気に入ってしまい、自身の赤いストラトと交換してもらったという逸話がある。同作のツアーや『GUITAR CONCERTO』のレコーディングほか、インストゥルメンタルの楽曲や今井美樹の楽曲でも数多く使用されている。
- FENDER STRATOCASTER Xll
- GIBSON ES-335
- GIBSON FLYING V
  - 『GUITARHYTHM WILDツアー』で初登場したモデル。1995年の『TOKYO Inter-Live サイバーシティは眠らない』ではボディに蛍光塗料を塗り、側面にファーを付けた装飾で使用。『HOTEI ROCK THE FUTURE 2003-2004 DOBERMAN TOUR』では和風ペイント仕様で登場し、現在までこのペイントで使用されている。
- GIBSON ES-335
  - 『LOVE JUNKIE』のジャケット、PV、プロモーションにて使用。Bonzai paintによるペイントが施されている。当初はピックアップがプラスチック製だった為に音を出すことは不可能だったが、後年パーツ交換され『HOTEI ROCK THE FUTURE 2005 MONSTER DRIVE PARTY!!!』では、ステージで使用されている。
- GIBSON L4CES
  - 自身が初めて手にしたフルアコースティックギター。『TOKYO Inter-Live サイバーシティーは眠らない』、『King & Queen TOUR』で使用された。
- GIBSON FIREBIRD
  - 『AMBIVALENT』のレコーディングおよびツアーのメインギターとして使用。
- GIBSON J-180VS
- GIBSON Chet Atkins Studio CE
- GRETSCH ROC JET
  - 『COMPLEX』のロンドンでのミックス時に、友人たちから誕生日プレゼントとして贈られた一品。シリアル・ナンバーは、5 2081。『BE MY BABY』のPVで使用された。
- GRETSCH White Falcon
  - 『GUITARHYTHM III』や『七年目の幽霊』のレコーディング、『GUITARHYTHM SERIOUS? TOUR』、『TOMOYASU HOTEI JAPAN TOUR 2014 -Into the Light-』などで使用されている。
- GRETSCH 6120
- GRETSCH 6120 SH Hot Rod custom Purple (Brian Setzer model)
  - 親交のあるブライアン・セッツァー・モデルの物。『fetish』収録の「FETISH」のレコーディングで初めて使用。『MONSTER DRIVE』のレコーディングおよびツアーでメインギターとして使用された。
- GRETSCH 6136 DS White Falcon
- GRETSCH 6136 SLBP Black Phoenix
  - 『HOTEI and The WANDERERS FUNKY PUNKY TOUR 2007-2008』にて使用された。
- RAZO GLAYN
  - ボディに木ではなくアルミを使用している。『GUITARHYTHM SERIOUS! CLIMAX TOUR』で初登場し、『スリル』のPVでも使用された。
- BORN TO ROCK MODEL F4c[91]
  - 1993年、ギターマガジンを読んでいた際に目を引き、即注文したというモデル。RAZO GLAYN制作のきっかけともなった。ボディはアルミのパイプ、ネックはアクリル樹脂を使用している。『GUITARHYTHM SERIOUS? TOUR』、『TOMOYASU HOTEI vs JEJUS JONES W-HEAD LINE TOUR』、『GUITARHYTHM SERIOUS! CLIMAX TOUR』で使用された。
- ROLAND GP-8
- BAMBOOINN C Steel String Guitar
- BUSCARINO Starlight nylon
- CASIO DG-20
- ERNIE BALL/Musicman Silhouette
  - 1991年の『GUITARHYTHM REPRISE』の他、レコーディングで多用されている。
- JERRY JONES ELECTRIC SITAR
  - 「PARADISE」や「DEAR MY LOVE」のレコーディングで使用された。
- JERRY JONES Longhorn Double Neck Bass
- JOSE RAMIREZ Classical Guitar
- MARTIN D-76
  - アメリカ独立200周年を記念して1976年に1976本、限定生産されたギター。『GUITARHYTHM II』のレコーディングで使用された。
- PARKER FLY DELUXE
  - ルックスが好みではないことから、使用されていなかったが、『GUITARHYTHM IV』のレコーディング作業でスイスに立ち寄った際、ティン・マシーンのリーブス・ガブレルスに弾かせてもらった所、音と使いやすさに惹かれて購入した。同作のツアーおよび、『SUPERSONIC GENERATION』のレコーディングとツアーでは、ボディに蛍光塗料を塗りメインギターで使用された。
- RICKENBACKER 360F
  - 『TOKYO Inter-Live サイバーシティーは眠らない』のミーティングでサンフランシスコを訪れた際に購入。『King & Queen』のレコーディングでは多用された。
- RICKENBACKER 330
  - 花田裕之の『Riff RoughSession』で使用された。
- TAKAMINE No.30 Classical Guitar
- TAYLOR 654ce
- TAYLOR Hot Rod Ltd
  - 2003年に購入。ボディとネックに炎をあしらったフレイムパターンが描かれている。『MTV UNPLUGGEDMTV 布袋寅泰 supported by music.jp』ではメインギターとして、『HOTEI and The WANDERERS FUNKY PUNKY TOUR 2007-2008』でもツアー途中まで使用された。
- TAYLOR Hot Rod Hotei Signature Model
  - 2008年、TAYLORとのコラボレーションにより製作、42本のみの限定発売もされた。TAYLOR Hot Lod Ltdをベースにしたモデルで、ボディが元の物よりもやや小ぶりになっている。『HOTEI and The WANDERERS FUNKY PUNKY TOUR 2007-2008』ツアー中から使用された。
- MotorAvenue Guitars BelAire
  - 『GUITARHYTHM VIツアー』のメインギターとして使用。2016年、イギー・ポップのロイヤル・アルバート・ホールのライブに参加したクイーンズ・オブ・ザ・ストーン・エイジのギタリスト、ジョシュ・オムのサウンドに影響を受けてオーダーしたスペシャルモデル。
- Blast Cult Batavia Gold & Cream

## 活動履歴
海外および移住後のロンドンでの活動は、全て現地時間に基づくものとする。
1979年
- A'ROCK本選会にてアイディア賞を受賞し、ボーカルの土屋浩と共に上京する。しかし当時のバンドが空中分解し、以後宙ぶらりんの日々を送る。

1980年
- 夏 氷室京介（当時は狂介）から突然の電話で呼び出され、六本木アマンドの前で数年ぶりに再会。共に暴威を結成（翌年、BOØWYに改名）。

1981年
- 5月11日 新宿ロフトにてBOØWYとして初のライブ「暴威LOFT FIRST LIVE」を行う。動員数は13名。以後ここを拠点にライブ活動を開始。

1982年
- 3月21日 BOØWYのギタリストとしてアルバム『MORAL』でデビュー。

1988年
- 3月29日 BOØWYスタッフのトップを務めていた糟谷銑司と共に個人事務所"IRc2 CORPORATION"を設立。
- 4月4日・5日『“LAST GIGS”』東京ドーム2daysでBOØWYとしての活動を終了。
- 5月21日 汐留PITで行われた山下久美子のライブ『☆ACTRESS☆』に松井恒松と共に参加。布袋、松井ともにBOØWY解散後、公の場に姿を見せたのはこの時が初となった。
- 8月26日 MZA有明サウンドコロシアムにて行われた山下久美子のライブ『Baby alone in BABYLON" Tour 1988』に松井恒松と共に参加。
- 10月5日 アルバム『GUITARHYTHM』をリリースし、ソロデビュー。
- 10月26日・11月15日 初のソロライブ『GUITARHYTHM LIVE』全2公演。
- 12月5日 東京ベイNKホールにて行われた山下久美子の『stop stop rock'n'roll "LIVE"』にギタリストとして参加。松井恒松もベーシストとして参加した。
- 12月10日 吉川晃司とのユニット、COMPLEX結成を発表。

1989年
- 1月11日 VHS『GUITARHYTHM』リリース。
- 4月8日 COMPLEXの1stシングル『BE MY BABY』リリース。以後、COMPLEXのギタリストとして活動。

### 1990年代
1990年
- 6月 花田裕之の『ROCK&ROLL JET-SET RIFF ROUGH TOUR』にギタリストとして参加。松井恒松もベーシストとして参加した。
- 11月8日『COMPLEX 19901108』東京ドームをもってCOMPLEXの活動を無期限停止。
- 12月12日 10万枚限定生産のマキシシングル『déjà-vu』リリース。以後、ソロとして本格的に活動再開。

1991年
- 6月29日 シングル『BEAT EMOTION』リリース。
- 8月6日『GUITARHYTHM REPRISE』富士急ハイランド ムーンサルト・スクランブル特設ステージ。
- 9月27日 アルバム『GUITARHYTHM II』リリース。
- 9月30日〜1992年1月17日『GUITARHYTHM ACTIVE FLY INTO YOUR DREAM』全33公演。
- 12月2日 ロンドンで行われた外務省主催のジャパンフェスティバルに日本代表のミュージシャンとして招かれ、タウン＆カントリークラブ（現HMV Forum）にてワンマンライヴを開催。
- 12月4日 カットシングル『YOU』リリース。

1992年
- 3月25日 ライブVHS『GUITARHYTHM active tour '91-'92』リリース。
- 4月8日 ライブ・アルバム『GUITARHYTHM active tour '91-'92』リリース。
- 7月22日 シングル『LONELY★WILD』リリース。
- 9月23日 アルバム『GUITARHYTHM III』リリース。
- 10月12日『GUITARHYTHM WILD TOUR』スタート。
- 12月 右手骨折のため、ライブスケジュールを延期。

1993年
- 2月25日〜4月9日『GUITARHYTHM WILD TOUR』再開。全39公演。
- 4月28日 ライブ・アルバム『GUITARHYTHM WILD』リリース。
- 6月16日 ライブVHS『GUITARHYTHM WILD』リリース。
- 6月28日 ロンドンで行われたANC60周年記念イベントに出演。
- 7月28日 シングル『さらば青春の光』リリース。TBS系テレビドラマ『課長さんの厄年』の主題歌として使用され、初のタイアップとなる。

1994年
- 3月30日 シングル『サレンダー』リリース。
- 5月21日・22日 奈良市の東大寺で行われたユネスコ世界文化発展の10年計画の公式イベント『GME '94 〜21世紀への音楽遺産をめざして〜 AONIYOSHI』に参加する。マイケル・ケイメン、ジョニ・ミッチェル、ライ・クーダー、INXS、ロジャー・テイラー、レイ・クーパー、レナード衛藤らと競演。山本寛斎が衣装を手掛けた。
- 6月1日 アルバム『GUITARHYTHM IV』リリース。
- 6月10日〜9月13日『GUITARHYTHM SERIOUS? TOUR』全43公演。
- 7月27日 VHS『SERIOUS CLIPS』リリース。
- 9月20日〜9月27日『TOMOYASU HOTEI vs JEJUS JONES W-HEAD LINE TOUR』全5公演。
- 10月7日 神戸国際会館にて行われた今井美樹のコンサートにゲストとして参加。
- 11月21日〜12月19日『GUITARHYTHM SERIOUS! CLIMAX ARENA TOUR』全9公演。
- 12月14日 カットシングル『薔薇と雨』リリース。

1995年
- 1月25日 シングル『POISON』リリース。
- 2月17日 ベスト・アルバム『GUITARHYTHM FOREVER Vol.1』『GUITARHYTHM FOREVER Vol.2』を同時リリース。この作品をもって「GUITARHYTHM」プロジェクトが一旦終了。
- 3月7日 阪神淡路大震災の復興支援チャリティーライブに出演。同フェスには氷室京介も出演したが、共演は行われなかった。
- 5月17日 ライブVHS『GUITARHYTHM SERIOUS! CLIMAX』リリース。
- 7月4日 ヨージ・ヤマモトプールオムの'96春夏パリ・コレクションにモデルとして出演。
- 10月18日 シングル『スリル』リリース。
- 12月4日『TOKYO Inter-Live サイバーシティーは眠らない』に先駆け、渋谷ON AIR EASTにてシークレットライブを開催。
- 12月20日・21日『TOKYO Inter-Live サイバーシティーは眠らない』横浜アリーナ。

1996年
- 1月24日 シングル『ラストシーン』リリース。
- 2月28日 アルバム『King & Queen』リリース。
- 3月9日『King & Queen TOUR』スタート。
- 5月13日 リハーサル中 右鎖骨を骨折、5月の9公演を延期。
- 5月24日 カットシングル『命は燃やしつくすためのもの』、ライブVHS『サイバーシティーは眠らない』リリース。
- 6月4日・5日 デヴィッド・ボウイの『アウトサイド・ツアー』日本武道館公演の オープニングアクトを務める。5日の公演のアンコールで、デビッド・ボウイと「ALL THE YOUNG DUDES」で競演。
- 6月8日〜9月20日『King & Queen TOUR』再開。全43公演。
- 8月4日 マイケル・ケイメンの依頼により、アトランタオリンピックの閉会式のセレモニーにてフロント・ギタリストを務める。
- 10月9日 VHS『H』リリース。
- 10月23日 シングル『CIRCUS』リリース。
- 11月7日〜12月17日『SPACE COWBOY TOUR』全15公演。
- 12月24日 マキシシングル『BATTLE ROYAL MIXES』リリース。

1997年
- 3月19日 ライブアルバム『HOTEI PRESENTS SPACE COWBOY SHOW』リリース。
- 4月25日 ライブアルバム『HOTEI PRESENTS SPACE COWBOY SHOW ENCORE』、ライブVHS『HOTEI PRESENTS SPACE COWBOY SHOW』リリース。
- 5月28日 ライブDVD『HOTEI PRESENTS SPACE COWBOY SHOW』リリース。
- 7月24日 新宿ロフト20周年イベント"Rock of Ages 1997"出演。他にアナーキー、ハイロウズ、レピッシュらが出演。
- 7月27日 この年、初めて開催された国内最大級の大型ロックフェス『FUJI ROCK FESTIVAL'97』の2日目に出演予定だったが台風直撃により中止。
- 8月1日 シングル『CHANGE YOURSELF!』リリース。日清食品のCFソングとして自身も初出演。
- 10月14日 ギタリストコンピレーションアルバム『Merry Axemas』を全世界発売（10月22日 国内盤リリース）。日本人として唯一参加し、「Happy Christmas (War is over)」をカヴァー。
- 12月31日今井美樹に提供した「PRIDE」で第39回日本レコード大賞作詩賞を受賞。

1998年
- 1月28日 シングル『THANK YOU & GOOD BYE』リリース。
- 4月29日 アルバム『SUPERSONIC GENERATION』リリース。
- 5月9日〜6月27日『SUPERSONIC GENERATION TOUR』全17公演。
- 5月21日 PlayStationソフト『STOLEN SONG』発売。
- 6月1日 マイケル・ケイメンのオーケストラとのコラボレートアルバム『GUITAR CONCERTO』を全世界発売。
- 6月23日 マキシシングル『BATTLE ROYAL MIXES II』リリース。
- 7月3日 フランスのベルフォートで行われたロックフェスティバル「Eu RockeennEs de BELFORT」に日本人として初の出演。
- 7月18日 『FNS27時間テレビ夢列島』でSMAPの木村拓哉と共演。
- 7月23日 アルバム『SF (SAMURAI FICTION) サウンドトラック』リリース。
- 8月2日「FUJI ROCK FESTIVAL '98」（東京ベイサイドスクエア）に出演。
- 8月8日 シネアミューズにて初出演映画『SF（サムライフィクション）』が公開される。
- 10月7日 ライブVHS『SSG LIVE "ROCK THE FUTURE"』リリース。

1999年
- 4月16日 シングル『バンビーナ』リリース。
- 5月1日 hideのトリビュート・アルバム『hide TRIBUTE SPIRITS』で「ROCKET DIVE」をカヴァー。
- 5月12日 シングル『NOBODY IS PERFECT』リリース。
- 6月『SUPERSONIC GENERATION』をヨーロッパ、カナダを含む15カ国でEMIよりリリース。
- 6月23日 ベスト・アルバム『GREATEST HITS 1990-1999』リリース。
- 6月25日「THE NIGHT BEFORE ROSKILDE」と題した「Roskilde Festival」の前夜祭的なライブを深夜の新宿ロフトで行う。
- 7月2日 デンマークで行われた「Roskilde Festival」に出演。
- 7月3日 ドイツのハンブルクにてブロンディのライブにオープニングアクトで出演。
- 7月4日 ドイツのケルンにてワンマンライヴを開催。
- 7月16日 VHS『GREATEST VIDEO 1994-1999』リリース。
- 8月15日〜10月11日『GREATEST HITS TOUR』全26公演。

### 2000年代
2000年
- 1月26日 アルバム『TONIGHT I'M YOURS / B-SIDE RENDEZ-VOUS』リリース。
- 2月23日 ライブVHS『TONIGHT I'M YOURS』リリース。
- 3月16日 ライブDVD『TONIGHT I'M YOURS』リリース。
- 8月25日 シングル『VAMPIRE』リリース。
- 10月25日 シングル『LOVE JUNKIE』リリース。
- 11月25日 映画『新・仁義なき戦い』に豊川悦司とともに主演（日本アカデミー新人賞受賞）、音楽監督も担当する。
- 11月29日 アルバム『fetish』、アルバム『新・仁義なき戦い/そしてその映画音楽』リリース。
- 12月20日〜2001年2月4日『HOTEI ROCK THE FUTURE 2000-2001 "fetish"』全21公演。

2001年
- 1月1日 カットシングル『BORN TO BE FREE』リリース。
- 3月16日 ライブアルバム『ROCK THE FUTURE TOUR 2000-2001』リリース。
- 3月23日 ライブVHS/DVD『ROCK THE FUTURE TOUR 2000-2001』リリース。
- 7月25日 ライブDVD『HOTEI LIVE JUKEBOX』リリース。
- 8月〜 サントリーBOSSのCMにシリーズ出演開始。永瀬正敏と共演。
- 11月30日 大阪城ホールにて開催されたライブイベント『Act Against Aids』に出演。Charと初共演。

2002年
- 1月1日 ネットワークメンバーズサイト「hotei.com beat crazy」スタート。
- 2月6日 シングル『RUSSIAN ROULETTE』リリース。PlayStation 2用ソフト「鬼武者2」の主題歌に起用された。
- 3月6日 アルバム『SCORPIO RISING』リリース。
- 5月 宮崎で転倒した際受けた頭部の怪我により、5月17日からのTOURを延期。
- 5月22日 アルバム『KT ORIGINAL MOTION PICTURE SOUNDTRACK』リリース。
- 8月16日〜12月22日 怪我で延期となっていた『HOTEI ROCK THE FUTURE 2002 SCORPIO RISING TOUR』がスタート。全47公演。
- 10月17日 シングル『DESTINY ROSE』リリース。
- 11月11日〜11月26日『beat crazy presents first year anniversary SCORPIO RISING @ club』全4公演。
- 12月26日 ライブアルバム『ライブ in 武道館』リリース。

2003年
- 1月29日 ライブVHS/DVD『ライブ in 武道館』リリース。
- 5月21日 ライブDVD『beat crazy presents live@AX』リリース。
- 8月27日 シングル『NOCTURNE No.9』リリース。
- 9月26日 アルバム『DOBERMAN』リリース。
- 10月14日〜10月21日『HOTEI beat crazy presents B.C.D.B.TOUR @ club』全5公演。
- 10月30日〜2004年2月28日『HOTEI ROCK THE FUTURE 2003-2004 DOBERMAN TOUR』全44公演。
- 12月3日 DVD『DOBERMAN DVD』リリース。

2004年
- 3月31日 インストアルバム『ELECTRIC SAMURAI』日本・韓国でリリース（4月5日 イギリスでリリース）。
- 6月30日 ライブDVD『THE LIVE!DOBERMAN』、カットシングル『アナザー・バトル』リリース（7月23日 アナログ盤リリース）。
- 10月29日〜12月13日『MIKI IMAI DREAM TOUR』全13公演。COMPLEX以来、14年ぶりにギタリストとして参加。
- 11月10日 井上陽水のトリビュート・アルバム『YOSUI TRIBUTE』で「東へ西へ」をカヴァー。

2005年
- この年、旧友であるブライアン・セッツァーとバンド結成する予定だったが、ブライアン側の都合で中止となる。そのためブライアン・プロジェクト用に空けていた2005年度のスケジュールが白紙になったため、ブライアン・プロジェクト用に書きためていた曲を含むオリジナルアルバム『MONSTER DRIVE』を急遽リリース、TOURを行う運びとなった。
- 2月23日 シングル『IDENTITY』リリース。
- 3月29日 愛知万博にて行われた『GUITAR SYMPHONY in EXPO2005』に出演。村田陽一、日本フィルハーモニー交響楽団と共演。
- 3月30日 DVD『Top Runner 完全版』リリース。
- 4月27日 シングル『LIBERTY WINGS』リリース。
- 6月15日 アルバム『MONSTER DRIVE』リリース。
- 7月2日〜7月31日『HOTEI ROCK THE FUTURE 2005 MONSTER DRIVE PARTY!!!』全9公演。同TOURのオフィシャルブートレッグCDを期間限定販売開始。
- 9月2日『HOTEI ROCK THE FUTURE 2005 MONSTER DRIVE BIG PARTY!!!』さいたまスーパーアリーナ。
- 9月14日 ライブアルバム/DVD『MONSTER DRIVE PARTY!!!』リリース。
- 12月7日 ベスト・アルバム『ALL TIME SUPER BEST』リリース。

2006年
- 1月25日 HOTEI vs RIP SLYMEでシングル『BATTLE FUNKASTIC』リリース。
- 2月18日〜6月3日『HOTEI 25th Anniversary ALL TIME SUPER BEST TOUR』全41公演。同TOURのオフィシャルブートレッグCDを期間限定販売開始。
- 3月26日 DVD『ALL TIME SUPER CLIPS』リリース。
- 6月28日 ライブDVD『ALL TIME SUPER BEST TOUR』リリース。
- 8月23日 BRIAN SETZER vs HOTEIでシングル『BACK STREETS OF TOKYO』リリース。
- 10月24日・25日・30日『beat crazy presents SPECIAL GIG "MEMBER’S ONLY"』全3公演。
- 10月28日 東京厚生年金会館にて行われたブライアン・セッツァーのライブにゲストとして参加。
- 11月8日 Hotei vs Charでシングル『Stereocaster』リリース。
- 12月6日 アルバム『SOUL SESSIONS』リリース。
- 12月13日 ブルーノート東京にて行われたデイヴィッド・サンボーンのギグにゲストとして参加。
- 12月31日『第57回NHK紅白歌合戦』に初選出された今井美樹のサポートギタリストとして出演。

2007年
- 1月14日・20日・21日『HOTEI presents "SUPER SOUL SESSIONS" BRIAN SETZER vs HOTEI vs CHAR』全3公演。布袋、Char、ブライアン・セッツァーの3人が競演。
- 1月31日『MTV UNPLUGGED  supported by music.jp』品川クラブeX
- 6月27日 ライブDVD『HOTEI presents "SUPER SOUL SESSIONS" BRIAN SETZER vs HOTEI vs CHAR』、ライブアルバム/DVD『MTV UNPLUGGED』3タイトル同時リリース。
- 7月 芥川賞作家の町田康に対する暴行容疑で書類送検される。木更津簡裁より傷害罪で罰金30万円の略式命令を受けた。
- 9月18日・26日 アポカリプティカのゲストとして参加した『Grace』の収録アルバム『Worlds Collide』発売。
- 10月24日 アルバム『AMBIVALENT』リリース。
- 10月26日〜2008年2月9日『HOTEI and The WANDERERS FUNKY PUNKY TOUR 2007-2008』全35公演。

2008年
- 4月20日 シカゴとヒューイ・ルイスのジョイントツアー『CHICAGO AND HUEY LEWIS AND THE NEWS Japan Tour 2008』に、ロバート・ラムからリクエストによりゲスト出演。シカゴとの共演を果たす。
- 4月23日 ライブDVD『HOTEI and The WANDERERS FUNKY PUNKY TOUR 2007-2008』リリース。
- 5月7日 期間限定ユニットThe THREEでシングル『裏切り御免』リリース。
- 7月20日 桜島多目的広場野外ステージにて行われた『SUPER LIVE IN Sakurajima 08』に出演。
- 7月21日 ap bank fes '08にシークレットゲストとして参加。
- 7月24日〜8月11日『beat crazy presents Special Gig『BC ONLY 2008』』全5公演。
- 8月24日 MONSTER baSH2008 出演。
- 10月18日『SPECIAL LIVE-Fly Into Your Dream-』東大寺大仏殿前。
- 12月24日「GUITARHYTHM」再始動を銘打ち、アルバム集ボックス・セット『GUITARHYTHM BOX』リリース。

2009年
- 2月18日 アルバム『GUITARHYTHM V』リリース。
- 4月27日〜6月16日『GUITARHYTHM V TOUR 2009』全22公演。
- 11月16日・17日・23日『beat crazy Presents Special Gig “B.C. ONLY 2009”』全3公演。
- 11月25日 シングル『MODERN TIMES ROCK'N'ROLL (PARTY MIX)』をiTunes Storeにて限定配信。ライブDVD『東大寺+G.V. / TIME AND SPACE』、『HOTEI+東大寺  SPECIAL LIVE -Fly Into Your Dream-』、『GUITARHYTHM V TOUR』3タイトル同時リリース。
- 12月23日 カヴァーアルバム『MODERN TIMES ROCK'N'ROLL』をCD・数量限定生産USBメモリでリリース。

### 2010年代
2010年
- 1月24日『HOTEI 2010 / ROCK A GO! GO! TOUR』スタート。
- 2月11日 2月10日に自宅で負った左腕の怪我により、ツアー全7公演中残りの2公演の中止を発表。
- 7月9日・18日『"復活祭"』全2公演。
- 7月28日 今井美樹×小渕健太郎 with 布袋寅泰+黒田俊介による宮崎県へのチャリティー・シングル『太陽のメロディー』リリース。
- 7月31日『FUJI ROCK FESTIVAL 2010』にて、少年時代からの憧れであったロキシー・ミュージックと競演。
- 8月4日 シングル『STILL ALIVE』（北斗の拳2010テーマ曲）リリース。
- 8月15日・20日・29日『beat crazy Presents Special Gig “B.C. ONLY 2010”』全3公演。
- 8月27日『LIQUIDROOM 6TH ANNIVERSARY presents "TOMOYASU HOTEI Monthly Live" Vol.1』恵比寿LIQUIDROOM
- 9月29日『LIQUIDROOM 6TH ANNIVERSARY presents "TOMOYASU HOTEI Monthly Live" Vol.2』恵比寿LIQUIDROOM
- 10月10日 宮崎市の生目の杜運動公園多目的広場にて行われたコブクロのライブにスペシャルゲストとして今井美樹と共に参加。
- 10月24日 ハートラインプロジェクト、万年筆ベストコーディネートショウ2010 受賞。
- 10月31日『LIQUIDROOM 6TH ANNIVERSARY presents "TOMOYASU HOTEI Monthly Live" Vol.3』恵比寿LIQUIDROOM
- 11月6日 さいたまスーパーアリーナにて行われた『EMI ROCKS』に出演。
- 11月24日『LIQUIDROOM 6TH ANNIVERSARY presents "TOMOYASU HOTEI Monthly Live" Vol.4』恵比寿LIQUIDROOM
- 12月20日『LIQUIDROOM 6TH ANNIVERSARY presents "TOMOYASU HOTEI Monthly Live" Vol.5』恵比寿LIQUIDROOM
- 12月29日 FM802 ROCK FESTIVAL RADIO CRAZY 出演。

2011年
- 2月1日『30th ANNIVERSARY 第一弾 HOTEI THE ANTHOLOGY "創世記" BEGINNING FROM ENDLESS 〜BOØWY COMPLEX GUITARHYTHM〜』日本武道館。
- 5月18日 シングル『PROMISE』リリース。
- 5月20日・22日『30th ANNIVERSARY 第二弾 HOTEI THE ANTHOLOGY “威風堂々”TONIGHT I'M YOURS! 〜GUITARHYTHM GREATEST HITS & REQUEST〜』全2公演。
- 7月30日・31日 COMPLEX ＜東日本大震災復興支援チャリティーライブ＞『日本一心』 東京ドーム2days。21年ぶりに同ユニットのギタリストとしてステージに立つ。
- 8月7日 ユニバーサル・スタジオ・ジャパンにて行われた『ベストヒット・イン USJ』に出演。Char、大橋トリオ、今井美樹と共演。
- 8月12日『RISING SUN ROCK FESTIVAL 2011』出演。
- 8月17日 コラボレーションアルバム HOTEI with FELLOWS『ALL TIME SUPER GUEST』リリース。
- 8月27日『音楽と髭達 2011』にシークレットゲストとして参加。
- 9月4日 東京国際フォーラムにて行われた『東京ジャズ 2011』にリー・リトナーからのオファーを受け、出演。リー・リトナー、マイク・スターンと競演。
- 9月19日〜2012年1月9日『30th ANNIVERSARY 第三弾 HOTEI THE ANTHOLOGY "一期一会" MEMORIAL SUPER BEST TOUR 〜BOØWY COMPLEX GUITARHYTHM GREATEST HITS and MORE!!!〜』全25公演。
- 9月19日 ライブDVD『30th ANNIVERSARY ANTHOLOGY I“創世記”』と『30th ANNIVERSARY ANTHOLOGY II“威風堂々”』を同時リリース。

2012年
- 2月1日『30th ANNIVERSARY 第四弾 HOTEI THE ANTHOLOGY "最終章" WE ARE DREAMER 〜50th BIRTHDAY SPECIAL CELEBRATION GIG〜』さいたまスーパーアリーナ。BOØWYの『LAST GIGS』以来、高橋まこととステージ上で24年ぶりの競演。
- 2月19日 NHKホールにて行われた氣志團のライブ『A yankee in the N.H.K 〜HERE'S THE SiX PiSTOLS〜』にスペシャルゲストとして参加。
- 3月1日 恵比寿ガーデンホールにて行われたJ-WAVE主催『McDonald's TOKIO HOT 100 LIVE 〜Heart to Heart〜』に出演。
- 3月24日 高橋まことによる『つながろう ふくしま〜絆〜スペシャルライブwith高橋まこと』に友情出演。
- 6月18日〜19日『GREATEST SUPER LIVE GUITAR×SYMPHONY HOTEI with THE ORCHESTRA World Premiere』日本武道館。サイモン・ヘイル、東京ニューシティ管弦楽団と共演。
- 6月19日 ライブDVD『30th ANNIVERSARY ANTHOLOGY III“一期一会”』と『WE ARE DREAMER 〜50th BIRTHDAY SPECIAL CELEBRATION GIG〜』を同時リリース。
- 8月24日 ロンドンへと移住。
- 10月6日 さいたまスーパーアリーナにて行われた『木下グループpresents カーニバル・オン・アイス2012』にゲスト出演。自身の楽曲を競技に使用している小塚崇彦と共演。
- 10月11日〜14日『beat crazy Presents Special Gig “B.C. ONLY 2012”』全3公演。
- 12月5日 シングル『Don't Give Up!』、完全限定生産COMPLETE LIVE BOX『GUITAR × SYMPHONY』リリース。
- 12月18日 ロンドンのラウンドハウスにて渡英後初となるワンマンライヴを開催。

2013年
- 2月2日 夢メッセみやぎにて行われた『EMI ROCKS 2013』に出演。ドラムで高橋まことが参加。雅-MIYAVI-、吉井和哉、オオキノブオと共演。
- 2月6日 アルバム『COME RAIN COME SHINE』リリース。
- 3月6日 シングル『嵐が丘』リリース。
- 3月15日〜5月19日『Rock'n Roll Revolution Tour 2013』全24公演。
- 8月2日 横浜スタジアムにて開催された『YOKOHAMA STAR☆NIGHT 2013』オープニングセレモニーに出演。自身が作曲を担当した横浜DeNAベイスターズの応援歌『勇者の遺伝子』を同球団のファンクラブ会員で構成された約50名の合唱団と共に披露。
- 8月4日 横浜国際総合競技場にて開催されたももいろクローバーZのワンマンライブ『ももクロ夏のバカ騒ぎ WORLD SUMMER DIVE 2013.8.4 日産スタジアム大会』にサプライズゲストとして参加。「君が代」「サラバ、愛しき悲しみたちよ」「バンビーナ」など5曲で共演。
- 10月5日 ロンドンのトラファルガー広場にて開催されたジャパンフェスティバルのメインステージに出演。「BATTLE WITHOUT HONOR OR HUMANITY」を和太鼓楽団と共に披露。
- 10月30日 ライブDVD『Rock'n Roll Revolution Tour』リリース。
- 11月9日 ロンドンのO2 Shepherd's Bush Empireにてワンマンライブを開催。アンディ・マッケイ、マイク・エドワーズがゲストで参加。山本寛斎が衣装を手掛けた。
- 11月14日 ニューヨークのHIGHLINE BALLROOMにて自身初となるアメリカ公演を開催。
- 11月21日〜23日『beat crazy Presents Special Gig “B.C. ONLY 2013”』全3公演。

2014年
- 3月6日 ローリングストーンズの『14 ON FIRE JAPAN TOUR』東京ドーム公演に、バンド側からオファーを受けゲストとして出演。「RESPECTABLE」で共演を果たす。
- 7月3日 ロンドンのThe Lexington Clubにて『Warm Up Gig』を開催。
- 7月6日 イギリスのThe Great Tew Estateにて開催された『Cornbury Music Festival』に出演。
- 7月11日 スイスのモントルーにて開催された『Montreux Jazz Festival 2014』のJapan Dayに出演。
- 7月17日 都内で行われたランボルギーニの新モデル『ウラカン LP 610-4』日本上陸記念ローンチ・パーティーにシークレットゲストとして出演。同社のスポーツカーをバックに「BATTLE WITHOUT HONOR OR HUMANITY」と「"Mission: Impossible - Ghost Protocol" Theme」を披露。
- 8月2日 イギリスのダービーシャーにて行われた『Y Not Festival』のBig Gin Stageに出演。
- 8月27日 ライブDVD『HOTEI LIVE IN LONDON Electric Samurai -Live at O2 Shepherd's Bush Empire-』リリース。
- 8月28日〜29日『HOTEI -Premium Live- @ Blue Note Tokyo』全4公演。
- 10月1日 アルバム『New Beginnings』リリース。
- 10月17日〜11月30日『TOMOYASU HOTEI JAPAN TOUR 2014 - Into the Light - 』全18公演。
- 11月20日、「GQ MEN OF THE YEAR 2014」を受賞。
- 12月17日〜20日『beat crazy Presents Special Gig “B.C. ONLY 2014”』全4公演。

2015年
- 3月2日 ロンドンのOslo Hackneyにて行われたギャング・オブ・フォーのライブにゲストで参加。
- 3月26日 ロンドンのWhilton's Music Hallにて行われた旧友ニールX率いるThe Montecristosのライブにゲストで参加。
- 4月16日、海外レーベルのSpinefarm Recordsとの契約を発表。
- 6月11日 ロンドンのV&Aミュージアムにて行われたFrederic ArandaとChristine Suppesによる書籍『Electric Fashion』の出版祝賀パーティーにゲストとして出演。「BATTLE WITHOUT HONOR OR HUMANITY」を披露。
- 7月7日 ロンドンのThe Lexington Clubにてワンマンライブを開催。
- 9月4日・6日『beat crazy Presents Special Gig “B.C. ONLY 2015”』全2公演。
- 10月16日「HOTEI」のアーティスト名でアルバム『STRANGERS』を欧州、日本にて同時リリース。
- 10月21日 ロンドンのイズリントン・アッセンブリーホールにてアルバム『STRANGERS』を引っさげたワンマンライブを開催。

2016年
- 2月8日〜11日『STRANGERS TOUR 2016』をパリ、アムステルダム、ベルリンにて開催。
- 3月5日〜28日『布袋寅泰 35th ANNIVERSARY 8BEATのシルエット 2016【BEAT1】〜すべてはライブハウスから〜』全11公演。
- 4月6日 シングル『8 BEATのシルエット』リリース。
- 4月7日・10日『布袋寅泰 35th ANNIVERSARY 8BEATのシルエット 2016【BEAT2】〜ギタリズム伝説'88〜 ソロデビュー再現GIGS』全2公演。
- 5月28日 六本木ヒルズアリーナにて行われた『日伊国交150周年記念 イタリア・アモーレ・ミオ！』に出演。ズッケロと共演。
- 6月22日 ベスト・アルバム『51 Emotions -the best for the future-』リリース。
- 7月3日『布袋寅泰 35th ANNIVERSARY 8BEATのシルエット 2016【BEAT3】〜Power of Music〜 FREE LIVE! 自由の音を聴け』を群馬県高崎市もてなし広場にて開催。（『TAGO STUDIO TAKASAKI MUSIC FESTIVAL 2016』第2部のスペシャルライブゲストとして公演。）
- 7月13日・15日『布袋寅泰 35th ANNIVERSARY 8BEATのシルエット 2016【BEAT5】〜Live in USA〜 Los Angeles & New York』13日にロサンゼルスのトルバドール、15日にニューヨークのハイライン・ボールルームにてワンマンライブを開催。
- 8月4日〜7日『布袋寅泰 35th ANNIVERSARY 8BEATのシルエット 2016【BEAT4】〜Promise〜 東北PITツアー with Team Smile』全3公演。
- 8月11日『beat crazy Presents Special Gig “B.C. ONLY 2015”』を豊洲PITにて開催。
- 8月12日 『布袋寅泰 35th ANNIVERSARY 8BEATのシルエット 2016【BEAT6】〜FESTIVAL IN JAPAN〜 RISING SUN FESTIVAL 2016に出演。
- 8月31日 リミックスアルバム『HOTEI NONSTOP BEAT EMOTIONS Mixed by DJ Fumiya (RIP SLYME)』をリリース。
- 9月3日〜12月1日『布袋寅泰 35th ANNIVERSARY 8BEATのシルエット 2016【BEAT7】Maximum Emotion Tour 〜The Best For Future〜』全26公演。
- 9月17日 ヴェローナのアレーナ・ディ・ヴェローナにて行われたズッケロのライブにゲストで出演。「Ti Voglio Sposare feat. Tomoyasu Hotei」にて共演。
- 10月21日 ロンドンのロイヤル・アルバート・ホールにて行われたズッケロのライブにゲストで出演。
- 12月22日〜30日『布袋寅泰 35th ANNIVERSARY 8BEATのシルエット 2016【BEAT8】Climax Emotions 〜35 Songs from 1981-2016〜』全3公演。

2017年
- 2月11日 サンレモにて行われた『サンレモ音楽祭』のズッケロのステージにゲストで出演。
- 4月11日〜22日 フランクフルトを皮切りに『HOTEI EURO TOUR 2017』開催。全4ヶ国8公演。
- 5月12日・14日 台北と香港にて初のアジア公演『HOTEI ASIA TOUR 2017』開催。
- 5月17日・19日『beat crazy Presents Special Gig "B.C. ONLY+1 2017"』全2公演。
- 5月29日 Shibuya O-EASTにて開催されたズッケロのワンワンライブにゲストで出演。
- 7月1日 日本テレビ系列『THE MUSIC DAY』に出演。番組のテーマ曲「MUSIC DAY」も担当。
- 9月16日『氣志團万博 2017』に出演。
- 10月25日 アルバム『Paradox』リリース。
- 10月26日〜12月22日『HOTEI Live In Japan 2017 〜PARADOX TOUR〜』全17公演。
- 10月28日 東京ドームにて行われた『東京2020オフィシャルビール アサヒスーパードライPresents「KANPAI JAPAN LIVE 2017」』に出演。
- 12月25日『HOTEI Paradox Tour 2017 The FINAL ROCK'N ROLL CIRCUS』横浜アリーナ。

2018年
- 1月31日 東京ドームシティホールで行われたブライアン・セッツァー・オーケストラのライブにゲストで出演。
- 4月28日『ARABAKI ROCK FEST.18』に出演。
- 4月29日 hideのトリビュート・フェスティバル『hide 20th memorial SUPER LIVE「SPIRITS」』に出演。
- 5月4日 高崎アリーナで開催された『TAKASAKI ARENA LIVE FESTIVAL “GBGB2018”』に出演。
- 5月11日・13日『beat crazy Presents Special Gig "B.C. ONLY+1 2018"』全2公演。
- 9月19日 シングル『202X』リリース。
- 10月7日〜20日 ブリュッセルを皮切りに『HOTEI EURO TOUR 2018』開催。全5ヶ国5公演。
- 11月10日〜12月30日『HOTEI Live In Japan 2018 TONIGHT I'M YOURS TOUR』全19公演。
- 12月31日『第69回NHK紅白歌合戦』に石川さゆりのゲストギタリストとして出演。

2019年
- 5月29日 アルバム『GUITARHYTHM VI』リリース。
- 6月1日 日比谷音楽祭に出演。
- 6月7日 NHKホールで行われた鈴木雅之のライブにシークレットゲストで出演。
- 6月9日〜8月29日『HOTEI Live In Japan 2019 〜GUITARHYTHM VI TOUR〜』全24公演。
- 10月26日『HOTEI London Session 2019』をロンドン、カラーズ・ホクストンにて開催。
- 11月20日・24日『beat crazy Presents Special Gig"B.C. ONLY＋1 2019"』全2公演。
- 12月4日 アルバム『GUITARHYTHM VI (Reprise Edition)』リリース。
- 12月7日〜12月28日『HOTEI GUITARHYTHM VI TOUR 2019 “REPRISE”』全9公演。

### 2020年代
2020年
- この年は翌年の活動40周年に向けて様々な企画を予定していたものの、新型コロナウイルスの世界的流行により企画の制限・中止を余儀なくされ、その影響は2022年頃まで続いた。
- 5月13日 ライブBlu-ray/DVD『GUITARHYTHM Ⅵ TOUR』リリース。
- 11月25日 アルバム『Soul to Soul』リリース。

2021年
- 1月30日・31日 『HOTEI 40th ANNIVERSARY Live “Message from Budokan” 〜とどけ。Day 1 (Memories)〜 / 〜とどけ。Day 2 (Adventures)〜』日本武道館2days。新型コロナの影響により両日とも初の無観客ライブとなる。
- 6月12日 新型コロナの影響により、7月10日〜18日に開催予定だった『HOTEI 40th Anniversary Special GIGS “Back to Live” 〜とどけ。Day 1 (Memories)〜 / 〜とどけ。Day 2 (Adventures)〜』全4公演の中止が発表される。
- 6月30日 EP『Pegasus』、ライブBlu-ray/DVD『40th ANNIVERSARY Live "Message From Budokan"』を同時リリース。
- 8月24日 東京パラリンピックの開会式にてギタリストとしてパフォーマンスを披露。
- 9月25日〜12月10日『HOTEI 40th Anniversary 〜Double Fantasy Tour〜 "BLACK or WHITE ?" 』全26公演。
- 12月31日 『第72回NHK紅白歌合戦』にソロとして初出演。「BATTLE WITHOUT HONOR OR HUMANITY」「さらば青春の光」を披露。

2022年
- 2月1日 アルバム『Still Dreamin'』リリース。
- 2月4日 自身のドキュメンタリー映画『Still Dreamin’―布袋寅泰 情熱と栄光のギタリズム―』2週間限定上映。
- 5月7日〜8月6日 『HOTEI the LIVE 2022 “Still Dreamin’ Tour” 』全22公演。
- 6月8日 Blu-ray/DVD『Still Dreamin’―布袋寅泰 情熱と栄光のギタリズム―』リリース。
- 12月4日 今年度で第40回の公演となる『サントリー1万人の第九』にゲスト出演。
- 12月24日・31日 『HOTEI the LIVE 2022 Rock'n Roll Circus “40th Anniversary Final Party!“』全2公演。

2023年
- 2月1日 アナログ・レコード『Still Dreamin'』、Blu-ray/DVD『Still Dreamin’ Tour』リリース。
- 2月18日・26日 『beat crazy Presents Special Gig「B.C. ONLY +1 2022」』全2公演。　※布袋の病気療養で延期になった振替公演
- 7月12日 Blu-ray/DVD『Rock'n Roll Circus』リリース。
- 7月13日〜26日 『beat crazy Presents Special Gig「B.C. ONLY +1 2023」』全3公演。
- 8月23日〜9月6日 アルバムリリースに先駆けて『Highway Star』、『Horizon』、『Andromeda（feat. アイナ・ジ・エンド）』の3曲をデジタル・シングルで3週に渡って配信。
- 9月13日 アルバム『GUITARHYTHM VII』リリース。
- 10月7日〜12月24日 『HOTEI the LIVE 2023 “GUITARHYTHM Ⅶ TOUR”』全25公演。ツアー・ファイナルは『GUITARHYTHM Ⅶ TOUR FINAL “Never Gonna Stop!”』国立代々木競技場 第一体育館。
- 11月1日 下北沢シャングリラにて開催されたジーザス・ジョーンズの来日公演にゲストで参加。
- 11月30日 大地真央の50周年記念コンサート『PURE GOLD』にゲストで参加。「PRIDE」のピアノ弾き語り、大地に楽曲提供した「I’m not alone」を披露。

2024年
- 3月3日 ソウルのKT&G Sangsang Madang Daechi Art Hallにて自身初の韓国公演を開催。
- 3月15日〜23日 『beat crazy Presents Special Gig「B.C. ONLY +1 2024」』全3公演。
- 3月29日 横浜スタジアムにて開催されたプロ野球2024開幕戦、横浜DeNAベイスターズ対広島東洋カープ戦の開会式にて自身が楽曲提供したベイスターズ応援歌『勇者の遺伝子』と『君が代』を演奏
- 4月29日 舞鶴市で開催された『MAIZURU PLAYBACK FES.2024』に出演。
- 5月15日・16日 COMPLEX『日本一心』東京ドーム。
- 7月3日 Blu-ray/DVD『GUITARHYTHM Vll TOUR FINAL “Never Gonna Stop!”』リリース。
- 7月4日 ミラノのサン・シーロ・スタジアムで開催されたズッケロのライブにゲストで参加。
- 7月17日 新たなギターブランド"Zodiac neo"を設立。
- 11月25日 東京オペラシティコンサートホールで開催された「サウジアラビア国立管弦楽団 東京コンサート」に特別出演し、オーケストラアレンジされた「Battle without Honor or Humanity」を披露。
- 12月6日・7日 『LIVE IN BUDOKAN 〜The HOTEI〜 “Super Hits & History”』全2公演。

2025年
- 2月11日 有明アリーナにて開催されたジェフ・ベックのトリビュート・ライブ『A Tribute to Jeff Beck by Char with HOTEI and Tak Matsumoto featuring The Jeff Beck Band』に出演。Char、松本孝弘、ジミー・ホール、ロンダ・スミス、アニカ・ニルズ、ゲイリー・ハズバンドらと共演。
- 2月18日 音楽スクール「バンタンミュージックアカデミー」（2026年4月開校）の特別顧問への就任を発表。
- 4月16日 アルバム『GUITARHYTHM VIII』リリース。
- 4月26日〜8月9日『HOTEI the LIVE 2025 “GUITARHYTHM VIII TOUR”』全28公演。8月11日 ツアー・ファイナル『GUITARHYTHM VIII TOUR “The Final in 武道館”』日本武道館。
- 8月16日 EXPO 2025 大阪・関西万博 EXPOアリーナ「Matsuri」にて開催された音楽フェス『U-NEXT MUSIC FES in EXPO 2025 大阪・関西万博』DAY5に出演。

## ディスコグラフィー

### オリジナル・アルバム
|      | 発売日                                                    | タイトル              | 最高位 | 規格品番 |
| ---- | --------------------------------------------------------- | --------------------- | ------ | --- |
| 1st  | 1988年10月5日 2000年12月13日 2014年12月10日               | GUITARHYTHM           | 2      | CT32-5305 AJCH-30001 UPCY-6954 |
| 2nd  | 1991年8月30日 1991年9月27日 2000年12月13日 2014年12月10日 | GUITARHYTHM II        | 1      | TOJT-6280/3 TOCT-6280/1 AJCH-30002/3 UPCY-6955/6 |
| 3rd  | 1992年9月23日 2000年12月13日 2014年12月10日               | GUITARHYTHM III       | 2      | TOCT-6658 AJCH-30005 UPCY-6958 |
| 4th  | 1994年6月1日 2000年12月13日 2014年12月10日                | GUITARHYTHM IV        | 2      | TOCT-8370 AJCH-30007 UPCY-6960 |
| 5th  | 1996年2月28日 2000年12月13日                              | King & Queen          | 1      | TOCT-9350 AJCH-30010 |
| 6th  | 1998年4月29日                                             | SUPERSONIC GENERATION | 4      | TOCT-10230 |
| 7th  | 2000年11月29日                                            | fetish                | 8      | TOCT-24477 |
| 8th  | 2002年3月6日                                              | SCORPIO RISING        | 6      | TOCT-24741 |
| 9th  | 2003年9月26日                                             | DOBERMAN              | 9      | TOCT-25094 |
| 10th | 2005年6月15日                                             | MONSTER DRIVE         | 10     | TOCT-25684 |
| 11th | 2006年12月6日                                             | SOUL SESSIONS         | 15     | TOCT-26167 |
| 12th | 2007年10月24日                                            | AMBIVALENT            | 10     | TOCT-26384 |
| 13th | 2009年2月18日                                             | GUITARHYTHM V         | 5      | TOCT-26795 |
| 14th | 2013年2月6日                                              | COME RAIN COME SHINE  | 5      | TOCT-29124:初回限定盤 TOCT-29125:通常盤 |
| 15th | 2014年10月1日                                             | New Beginnings        | 4      | TYCT-60046 |
| 16th | 2015年10月16日                                            | STRANGERS             | 12     | TYCT-69090 |
| 17th | 2017年10月25日                                            | Paradox               | 7      | TYCT-69122:完全数量限定盤 TYCT-60110:通常盤 PDJV-1001:アナログ盤 |
| 18th | 2019年5月29日                                             | GUITARHYTHM VI        | 3      | TYCT-69141:初回生産限定盤 (CD+BD) TYCT-69142:初回生産限定盤 (CD+2DVD) TYCT-60138:通常盤 PDCV-1034: 完全数量限定盤 (CD+GOODS) |
| 19th | 2020年11月25日                                            | Soul to Soul          | 15     | TYCT-69186:初回生産限定盤 (CD+DVD) TYCT-60168:通常盤 |
| 20th | 2022年2月1日 2023年2月1日(※)                              | Still Dreamin'        | 8      | TYCT-69229:初回生産限定盤 (CD+2LIVE CD) TYCT-60190:通常盤 PDJV-1008/9:アナログ盤(※) |
| 21st | 2023年9月13日                                             | GUITARHYTHM VII       | 3      | TYCT-69284:初回生産限定盤 (CD+BD) TYCT-69285:初回生産限定盤 (CD+DVD) TYCT-60215:通常盤 |
| 22nd | 2025年4月16日                                             | GUITARHYTHM VIII      | 5      | TYCT-69347:完全数量限定盤 (CD+2BD) TYCT-69348:完全数量限定盤 (CD+2DVD) TYCT-69349:Deluxe Edition A (CD+BD) TYCT-69350:Deluxe Edition A (CD+DVD) TYCT-69351:Deluxe Edition B (CD+BD) TYCT-69352:Deluxe Edition B (CD+DVD) TYCT-60247:通常盤 |

### シングル
|      | 発売日         | タイトル                   | 最高位 | 収録アルバム                          | 規格品番                                      | 備考                                                                                                 |
| ---- | -------------- | -------------------------- | ------ | ------------------------------------- | --------------------------------------------- | --- |
| 1st  | 1989年4月3日   | DANCING WITH THE MOONLIGHT | －     | GUITARHYTHM                           |                                               | イギリスでのみリリース。mix違いで7インチverと12インチverの2種類存在                                  |
| 2nd  | 1990年12月12日 | Déjà-vu                    | 2      |                                       | TOCT-5928                                     | 限定盤                                                                                               |
| 3rd  | 1991年6月28日  | BEAT EMOTION               | 1      | GUITARHYTHM II                        | TODT-2677                                     | |
| 4th  | 1991年12月4日  | YOU                        | 12     | GUITARHYTHM II                        | TODT-2770                                     | アルバム『GUITARHYTHM II』からのカットシングル                                                       |
| 5th  | 1992年7月22日  | LONELY★WILD                | 5      | GUITARHYTHM III                       | TODT-2881                                     | 三貴「ブティックJOY」のCMソング                                                                      |
| 6th  | 1993年7月28日  | さらば青春の光             | 8      | GUITARHYTHM IV                        | TODT-3081                                     | TBS系ドラマ『課長サンの厄年』の主題歌                                                                |
| 7th  | 1994年3月30日  | サレンダー                 | 2      | GUITARHYTHM IV                        | TODT-3201                                     | 資生堂「新液体整髪料アグレ・ヘアジェリングウォーター」のCMソング                                     |
| 8th  | 1994年12月14日 | 薔薇と雨                   | 13     | GUITARHYTHM IV                        | TODT-3367                                     | アルバム『GUITARHYTHM IV』からのカットシングル                                                       |
| 9th  | 1995年1月25日  | POISON                     | 2      | GUITARHYTHM FOREVER Vol.1             | TODT-3417                                     | 三貴「ブティックJOY」CMソング                                                                        |
| 10th | 1995年10月18日 | スリル                     | 1      | King & Queen                          | TODT-3578                                     | TBS系音楽番組『COUNT DOWN TV』オープニングテーマ                                                     |
| 11th | 1996年1月24日  | ラストシーン               | 3      | King & Queen                          | TODT-3635                                     | |
| 12th | 1996年5月24日  | 命は燃やしつくすためのもの | 13     | King & Queen                          | TODT-3715                                     | アルバム『King & Queen』からのカットシングル                                                         |
| 13th | 1996年10月23日 | CIRCUS                     | 3      | GREATEST HITS 1990-1999               | TODT-3830                                     | |
| 14th | 1996年12月24日 | BATTLE ROYAL MIXES         | 7      |                                       | TOCT-4066                                     | 限定盤                                                                                               |
| 15th | 1997年8月1日   | CHANGE YOURSELF!           | 6      | GREATEST HITS 1990-1999               | TODT-5055                                     | 日清食品「カップヌードル」のCMソング                                                                 |
| 16th | 1998年1月28日  | THANK YOU & GOOD BYE       | 9      | GREATEST HITS 1990-1999               | TODT-5130                                     | |
| 17th | 1998年7月23日  | BATTLE ROYAL MIXES II      | －     |                                       | TOCT-10278                                    | 限定盤                                                                                               |
| 18th | 1999年4月16日  | バンビーナ                 | 2      | GREATEST HITS 1990-1999               | TODT-5292                                     | TBS系音楽番組『COUNT DOWN TV』オープニングテーマ 最後の8cmシングル。以降はマキシシングルでのリリース |
| 19th | 1999年5月12日  | NOBODY IS PERFECT          | 10     | GREATEST HITS 1990-1999               | TOCT-4151                                     | TBS系ドラマ『グッドニュース』の主題歌                                                                |
| 20th | 2000年8月25日  | VAMPIRE                    | 8      | fetish                                | TOCT-4231                                     | |
| 21st | 2000年10月25日 | LOVE JUNKIE                | 11     | fetish                                | TOCT-4243                                     | TBS系音楽番組『CDTV-Neo』のオープニングテーマ                                                        |
| 22nd | 2001年1月1日   | BORN TO BE FREE            | 14     | 新・仁義なき戦い/そしてその映画音楽   | TOCT-22140                                    | |
| 23rd | 2002年2月6日   | RUSSIAN ROULETTE           | 9      | SCORPIO RISING                        | TOCT-22202                                    | PS2ソフト『鬼武者2』の主題歌                                                                         |
| 24th | 2002年10月17日 | DESTINY ROSE               | 8      | ALL TIME SUPER BEST                   | TOCT-4433                                     | CCCD                                                                                                 |
| 25th | 2003年8月27日  | NOCTURNE No.9              | 13     | DOBERMAN                              | TOCT-4521                                     | |
| 26th | 2004年6月30日  | アナザー・バトル           | －     | ELECTRIC SAMURAI                      | TOCT-4751                                     | アルバム『ELECTRIC SAMURAI』からのカットシングル                                                     |
| 27th | 2005年2月23日  | IDENTITY                   | 22     | MONSTER DRIVE                         | TOCT-4843                                     | GC用ゲーム「スターフォックス アサルト」CMソング                                                      |
| 28th | 2005年4月27日  | LIBERTY WINGS              | 15     | MONSTER DRIVE                         | TOCT-4863                                     | |
| 29th | 2006年1月25日  | BATTLE FUNKASTIC           | 8      | SOUL SESSIONS                         | TOCT-4986                                     | HOTEI vs RIP SLYME                                                                                   |
| 30th | 2006年8月23日  | BACK STREETS OF TOKYO      | 19     | SOUL SESSIONS                         | TOCT-40036                                    | BRIAN SETZER VS HOTEI                                                                                |
| 31st | 2006年11月8日  | Stereocaster               | 17     | SOUL SESSIONS                         | TOCT-40066                                    | HOTEI vs Char                                                                                        |
| 32nd | 2010年8月4日   | STILL ALIVE                | 18     | 51 Emotions -the best for the future- | TOCT-40302                                    | 北斗の拳2010プロジェクトのテーマソング                                                               |
| 33rd | 2011年5月18日  | PROMISE                    | 10     | COME RAIN COME SHINE                  | TOCT-40325:初回限定盤 TOCT-40326: 通常盤      | |
| 34th | 2012年12月5日  | Don't Give Up!             | 16     | COME RAIN COME SHINE                  | TOCT-45060                                    | |
| 35th | 2013年3月6日   | 嵐が丘                     | 17     | COME RAIN COME SHINE                  | TOCT-22324                                    | PS3ソフト『真・三國無双7』の主題歌                                                                   |
| 36th | 2016年4月6日   | 8 BEATのシルエット         | 13     | 51 Emotions -the best for the future- | TYCT-39037:初回限定盤 TYCT-30053: 通常盤      | |
| 37th | 2018年9月19日  | 202X                       | 4      | GUITARHYTHM VI                        | TYCT-39087: 完全数量限定盤 TYCT-30079: 通常盤 | 『北斗の拳 202X』テーマソング                                                                        |
| 38th | 2021年6月30日  | Pegasus                    | 8      | Still Dreamin'                        | TYCT-39157: 初回生産限定盤 TYCT-30123: 通常盤 | |

### ベスト・アルバム
|     | 発売日                       | タイトル                              | 最高位 | 規格品番                                    | 備考                 |
| --- | ---------------------------- | ------------------------------------- | ------ | ------------------------------------------- | -------------------- |
| 1st | 1995年2月17日 2014年12月10日 | GUITARHYTHM FOREVER Vol.1             | 1      | AJCH-30008 UPCY-6961                        |                      |
| 2nd | 1995年2月17日 2014年12月10日 | GUITARHYTHM FOREVER Vol.2             | 2      | AJCH-30009 UPCY-6962                        |                      |
| 3rd | 1999年6月23日                | GREATEST HITS 1990-1999               | 1      | TOCT-24151                                  | シングルコレクション |
| 4th | 2000年1月26日                | B-SIDE RENDEZ-VOUS                    | 4      | TOCT-24311                                  | カップリング曲ベスト |
| 5th | 2004年3月31日                | ELECTRIC SAMURAI                      | 24     | TOCT-25355                                  | ギターインストベスト |
| 6th | 2005年12月7日                | ALL TIME SUPER BEST                   | 5      | TOCT-25864: 初回限定盤 TOCT-25865: 通常盤   |                      |
| 7th | 2016年6月22日                | 51 Emotions -the best for the future- | 5      | TYCT-69103: 初回限定盤 TYCT-60081/3: 通常盤 |                      |

### カバー・アルバム
|     | 発売日         | タイトル                 | 最高位 | 規格品番   |
| --- | -------------- | ------------------------ | ------ | ---------- |
| 1st | 2009年12月23日 | MODERN TIMES ROCK'N'ROLL | 12     | TOCT-26920 |

### ライブ・アルバム
|      | 発売日                                      | タイトル                           | 最高位 | 規格品番                       | 備考                                                                 |
| ---- | ------------------------------------------- | ---------------------------------- | ------ | ------------------------------ | -------------------------------------------------------------------- |
| 1st  | 1992年4月8日 2000年12月13日 2014年12月10日  | GUITARHYTHM active tour '91-'92    | 2      | TOCT-6433 AJCH-30004 UPCY-6957 |                                                                      |
| 2nd  | 1993年4月28日 2000年12月13日 2014年12月10日 | GUITARHYTHM WILD                   | 3      | TOCT-7020 AJCH-30006 UPCY-6959 |                                                                      |
| 3rd  | 1997年3月19日                               | SPACE COWBOY SHOW                  | 3      | TOCT-9823                      |                                                                      |
| 4th  | 1997年4月25日                               | SPACE COWBOY SHOW ENCORE           | 8      | TOCT-9851                      | 限定盤                                                               |
| 5th  | 2000年1月26日                               | TONIGHT I'M YOURS                  | 4      | TOCT-24311                     |                                                                      |
| 6th  | 2001年3月16日                               | ROCK THE FUTURE TOUR 2000-2001     | 15     | TOCT-24577                     |                                                                      |
| 7th  | 2002年12月26日                              | 布袋寅泰 ライブ in 武道館          | 18     | TOCT-24904                     |                                                                      |
| 8th  | 2005年9月14日                               | MONSTER DRIVE PARTY!!!             | 22     | TOCT-25768                     |                                                                      |
| 9th  | 2007年6月27日                               | MTV UNPLUGGED                      | 38     | TOCT-26260                     | 限定盤                                                               |
| 10th | N/A                                         | "B.C. ONLY 2010" @BIGCAT           | －     | BCTH-100829                    | 非売品。2010年8月29日にBIG CATで行われたファンクラブ限定ライブを収録 |
| 11th | 2017年6月28日                               | Climax Emotions 〜Live at 武道館〜 | 17     | TYCT-60102/4                   |                                                                      |

### オフィシャル・ブートレッグCD
各公演のアンコール演奏曲のみ収録した期間限定販売品。規格品番の数字が公演日を表している。
| 発売日 | タイトル                                              | 規格品番            | 備考                                                                             |
| ------ | ----------------------------------------------------- | ------------------- | -------------------------------------------------------------------------------- |
| 2005年 | HOTEI ROCK THE FUTURE 2005 MONSTER DRIVE PARTY!!!     | BCTH-050702〜050731 | 9公演•全9枚                                                                      |
| 2005年 | HOTEI ROCK THE FUTURE 2005 MONSTER DRIVE BIG PARTY!!! | BCTH-050902         |                                                                                  |
| 2006年 | HOTEI 25th Anniversay ALL TIME SUPER BEST TOUR        | BCTH-060218〜060527 | 6/3のツアーファイナルを除いた40公演•全40枚 5/14 大宮公演のみ完全収録されていない |

### その他のアルバム
| 発売日         | タイトル                                                       | 規格品番                                                                                      |
| -------------- | -------------------------------------------------------------- | --------------------------------------------------------------------------------------------- |
| 1993年         | Beautiful Noise                                                | 書籍「よい夢を、おやすみ。」に同梱されたCD                                                    |
| 1998年6月1日   | GUITAR CONCERTO マイケル・ケイメン率いるオーケストラとの共演。 | POCF-1001                                                                                     |
| 1998年7月29日  | SF (SAMURAI FICTION) -ORIGINAL MOTION PICTURE SOUNDTRACK-      | TOCT-10200                                                                                    |
| 2000年11月29日 | 新・仁義なき戦い/そしてその映画音楽                            | TOCT-24530                                                                                    |
| 2002年5月22日  | KT -ORIGINAL MOTION PICTURE SOUNDTRACK-                        | TOCT-24810                                                                                    |
| 2008年12月24日 | GUITARHYTHM BOX（限定盤）                                      | TOCT-95001/5                                                                                  |
| 2011年8月17日  | ALL TIME SUPER GUEST                                           | TOCT-27091                                                                                    |
| 2012年02月01日 | MEMORIAL SUPER BOX（限定盤）                                   | TOCT-95120/40                                                                                 |
| 2016年8月31日  | HOTEI NONSTOP BEAT EMOTIONS Mixed by DJ Fumiya (RIP SLYME)     | UPCY-7169                                                                                     |
| 2019年12月4日  | GUITARHYTHM VI (Reprise Edition)                               | TYCT-69164: 初回生産限定盤 (3CD+BD) TYCT-69165: 初回生産限定盤 (3CD+DVD) TYCT-60152/4: 通常版 |

### デジタルコンテンツ
特記がない限り、iTunes Store、Amazon Music、mora、レコチョクなど主要プラットフォームにて配信。
1. ロック部長のテーマ（2009年9月16日）
  - 着うた・着うたフル限定配信。2012年2月1日にリリースされたボックスセット『30th ANNIVERSARY SPECIAL PACKAGE HOTEI MEMORIAL SUPER BOX』に収録。
2. MODERN TIMES ROCK'N'ROLL (PARTY MIX)（2009年11月25日）
3. MODERN TIMES ROCK'N'ROLL（2009年12月23日）
  - 数量限定生産USBメモリ
4. THANK YOU（2010年4月28日〜5月12日、期間限定無料配信）
  - 同年2月の怪我からの復帰に際し、お見舞いの返礼として楽曲ファイルを配布[116]。2012年2月1日にリリースされたボックスセット『30th ANNIVERSARY SPECIAL PACKAGE HOTEI MEMORIAL SUPER BOX』に収録。
5. GREATEST GUITAR MEDLEY（2011年2月1日）
  - iTunes Storeにて先行配信。同年5月18日にリリースされたシングル『PROMISE』に収録。
6. GREATEST GUITAR MEDLEY II（2011年5月20日）
7. ミッション:インポッシブルのテーマ（2011年12月7日）
  - 映画『ミッション:インポッシブル/ゴースト・プロトコル』のメインテーマ。2012年12月5日にリリースされたシングル『Don't Give Up!』に収録。
8. Strangers 6 Theme（2012年2月15日）
  - ドラマ『Strangers 6』のメインテーマ。アルバム『STRANGERS』にニューバージョン「STRANGERS」を収録。
9. SPORTS ROCK ANTHEM（2014年5月14日）
  - フジテレビ系「すぽると!」のテーマ曲「Get a chance」、2005年に松井秀喜公式入場テーマ曲として使用された「BATTLE WITHOUT HONOR OR HUMANITY」、2009-2010年に小塚崇彦のフリープログラムに使用された「ギター・コンチェルト〜第1楽章」を収録。
10. TRICK ATTACK -Theme of Lupin The Third-（2014年8月20日）
  - 映画『ルパン三世』のメインテーマ。
11. How the Cookie Crumbles (Feat. Iggy Pop)（2015年6月15日）
  - アルバム『STRANGERS』からの先行シングルとして、ヨーロッパ全土にて配信。『New Beginnings』にも収録。イギー・ポップがボーカルで参加している。
12. Move It (Featuring Richard Z.Kruspe)（2016年4月8日）
  - アルバム『STRANGERS』からのシングルカットとして、ヨーロッパ全土にて配信。リヒャルト・Z・クルスペがボーカルとギターで参加している。
13. MUSIC DAY （2017年6月23日）
  - 日本テレビ「THE MUSIC DAY」テーマ曲。 カップリングとしてNHK WORLD TV / NHK BSプレミアム「J-MELO」オープニングテーマ曲の「Treasure Hunt」も配信。

### VHS/DVD/Blu-ray
|      | 発売日                                    | タイトル | 規格品番 |
| ---- | ----------------------------------------- | --- | --- |
| 1st  | 1989年1月11日 2001年6月20日 2006年3月15日 | GUITARHYTHM | FK048-1009H: VHS TOBF-5061: DVD TOBF-5453: DVD                                                                           |
| 2nd  | 1992年3月25日 2001年6月20日 2006年3月15日 | GUITARHYTHM active tour '91-'92 | TOVF-1137: VHS TOBF-5062: DVD TOBF-5454: DVD                                                                             |
| 3rd  | 1993年6月16日                             | GUITARHYTHM WILD | TOVF-1165: VHS |
|      | 1993年6月16日 2001年6月20日 2006年3月15日 | GUITARHYTHM WILD I | TOVF-1167: VHS TOBF-5063: DVD TOBF-5455: DVD                                                                             |
|      | 1993年6月16日 2001年6月20日 2006年3月15日 | GUITARHYTHM WILD II | TOVF-1168: VHS TOBF-5064: DVD TOBF-5456: DVD                                                                             |
| 4th  | 1994年7月27日 2001年6月20日 2006年3月15日 | SERIOUS CLIPS | TOVF-1201: VHS TOLF-1201: LD TOBF-5065: DVD TOBF-5457: DVD                                                               |
| 5th  | 1995年5月17日 2001年6月20日 2006年3月15日 | GUITARHYTHM SERIOUS! CLIMAX | TOVF-1221: VHS TOLF-1221: LD TOBF-5066: DVD TOBF-5458: DVD                                                               |
| 6th  | 1996年5月24日 2001年6月20日 2006年3月15日 | サイバーシティーは眠らない | TOVF-1240: VHS TOLF-1240: LD TOBF-5067: DVD TOBF-5459: DVD                                                               |
| 7th  | 1996年10月9日 2001年6月20日 2006年3月15日 | H | TOVF-1244: VHS TOLF-1244: LD TOBF-5068: DVD TOBF-5460: DVD                                                               |
| 8th  | 1997年4月25日 1997年5月28日 2006年3月15日 | SPACE COWBOY SHOW | TOVF-1264: VHS TOBF-5005: DVD TOBF-5461: DVD                                                                             |
| 9th  | （非売品）                                | SPACE COWBOY SHOW ENCORE | |
| 10th | 1998年10月7日 2001年7月25日 2006年3月15日 | SSG LIVE "ROCK THE FUTURE" | TOVF-1289: VHS TOLF-1289: LD TOBF-5069: DVD TOBF-5462: DVD                                                               |
| 11th | 1999年7月16日 2001年7月25日 2006年3月15日 | GREATEST VIDEO 1994-1999 | TOVF-1312: VHS TOLF-1312: LD TOBF-5070: DVD TOBF-5463: DVD                                                               |
| 12th | 2000年3月16日 2006年3月15日               | TONIGHT I'M YOURS | TOVF-1335: VHS TOBF-5019: DVD（2000/3/16発売） TOBF-5464: DVD                                                            |
| 13th | 2001年3月23日                             | ROCK THE FUTURE TOUR 2000-2001 | TOVF-1361: VHS TOBF-5073: DVD                                                                                            |
| 14th | 2001年7月25日 2006年3月15日               | HOTEI LIVE JUKEBOX | TOBF-5071: DVD TOBF-5466: DVD（再販）                                                                                    |
| 15th | 2003年1月29日 2006年3月15日               | ライブ in 武道館 | TOVF-1404: VHS TOBF-5187: DVD（2003/1/29発売） TOBF-5467: DVD（再販）                                                    |
| 16th | 2003年5月21日 2021年9月22日               | beat crazy presents live@AX（限定盤） | BCTH-00001: DVD POXS-23001: Blu-ray                                                                                      |
| 17th | 2003年12月3日                             | DOBERMAN DVD | TOBF-5278: DVD |
| 18th | 2004年6月30日                             | THE LIVE! DOBERMAN | TOBF-5318: DVD |
| 19th | 2005年3月30日                             | Top Runner 完全版（限定盤） | TOBF-5339: DVD |
| 20th | 2005年9月14日                             | MONSTER DRIVE PARTY!!! | TOBF-5410: DVD |
| 21st | 2006年3月15日                             | ALL TIME SUPER CLIPS | TOBF-5468: DVD |
| 22nd | 2006年6月28日                             | ALL TIME SUPER BEST TOUR | TOBF-5482: DVD |
| 23rd | 2007年6月27日                             | HOTEI presents "SUPER SOUL SESSIONS" BRIAN SETZER vs HOTEI vs CHAR                                                                                        | TOBF-5531: DVD |
| 24th | 2007年6月27日                             | MTV UNPLUGGED | TOBF-5532: DVD |
| 25th | 2008年4月23日                             | HOTEI and The WANDERERS FUNKY PUNKY TOUR 2007-2008 | TOBF-5571: DVD |
| 26th | 2009年11月25日                            | 東大寺+G.V. / TIME AND SPACE（限定盤）（東大寺＋GⅤ2本セット） HOTEI+東大寺 布袋寅泰 SPECIAL LIVE -Fly Into Your Dream-（単品） GUITARHYTHM V TOUR（単品） | TOBF-5651: DVD（東大寺＋GⅤセット） TOBF-5653: DVD（東大寺単品） TOBF-5654: DVD（GⅤ単品）                                 |
| 27th | 2011年9月19日                             | 30th ANNIVERSARY ANTHOLOGY I “創世記” | TOBF-5708: DVD TOXF-5708: Blu-ray                                                                                        |
| 28th | 2011年9月19日                             | 30th ANNIVERSARY ANTHOLOGY II “威風堂々” | TOBF-5710: DVD TOXF-5710: Blu-ray                                                                                        |
| 29th | 2012年6月19日                             | 30th ANNIVERSARY ANTHOLOGY III “一期一会” | TOBF-5745: DVD TOXF-5745: Blu-ray                                                                                        |
| 30th | 2012年6月19日                             | WE ARE DREAMER 〜50th BIRTHDAY SPECIAL CELEBRATION GIG〜                                                                                                  | TOBF-5747: DVD TOXF-5747: Blu-ray                                                                                        |
| 31st | 2012年12月5日                             | GREATEST SUPER LIVE 〜GUITAR & SYMPHONY〜 HOTEI with THE ORCHESTRA                                                                                        | TOXF-4007: Blu-ray+DVD+2CD                                                                                               |
| 33rd | 2013年10月30日                            | ROCK'N ROLL REVOLUTION TOUR | TYXT-10003: Blu-ray＋DVD+2CD                                                                                             |
| 34th | 2014年8月27日                             | HOTEI LIVE IN LONDON Electric Samurai -Live at O2 Shepherd's Bush Empire-                                                                                 | TYBT-10020: DVD TYXT-10012: Blu-ray                                                                                      |
| 35th | 2015年06月10日                            | TOMOYASU HOTEI JAPAN TOUR 2014 -Into the Light- | TYBT-10032: DVD TYXT-10015: Blu-ray                                                                                      |
| 36th | 2015年06月10日                            | HOTEI JAZZ TRIO Live at Blue Note Tokyo | TYBT-10033: DVD TYXT-10016: Blu-ray                                                                                      |
| 37th | 2016年11月2日                             | GUITARHYTHM LIVE 2016 | TYBT-10041: DVD TYXT-10028: Blu-ray                                                                                      |
| 38th | 2017年3月29日                             | Maximum Emotion Tour 〜The Best for the Future〜 | TYBT-10046: DVD TYXT-10031: Blu-ray                                                                                      |
| 39th | 2017年6月28日                             | Climax Emotions 〜Live at 武道館〜 | TYBT-10047/8: DVD TYXT-10032/3: Blu-ray                                                                                  |
| 40th | 2018年4月25日                             | HOTEI Paradox Tour 2017 The FINAL 〜Rock’n Roll Circus〜                                                                                                  | TYBT-19019: DVD 初回生産限定盤 TYBT-10050/1: DVD 通常盤 TYXT-19015: Blu-ray 初回生産限定盤 TYXT-10036/7: Blu-ray 通常盤  |
| 41st | 2020年5月13日                             | GUITARHYTHM Ⅵ TOUR | TYBT-19028: DVD 初回生産限定盤 TYBT-10058: DVD 通常盤 TYXT-19019: Blu-ray 初回生産限定盤 TYXT-10043: Blu-ray 通常盤      |
| 42nd | 2021年6月30日                             | 40th ANNIVERSARY Live "Message From Budokan" | TYBT-19030: DVD 完全数量限定盤 TYBT-10069/70: DVD 通常盤 TYXT-19020: Blu-ray 完全数量限定盤 TYXT-10054/5: Blu-ray 通常盤 |
| 43rd | 2022年6月8日                              | Still Dreamin’ ―布袋寅泰 情熱と栄光のギタリズム― | TYBT-19031: DVD 初回生産限定盤 TYBT-10073: DVD 通常盤 TYXT-19022: Blu-ray 初回生産限定盤 TYXT-10059: Blu-ray 通常盤      |
| 44th | 2023年2月1日                              | Still Dreamin’ Tour | TYBT-19032: DVD 初回生産限定盤 TYBT-10077: DVD 通常盤 TYXT-19026: Blu-ray 初回生産限定盤 TYXT-10063: Blu-ray 通常盤      |
| 45th | 2023年7月12日                             | Rock'n Roll Circus | TYBT-19038: DVD 初回生産限定盤 TYBT-10083: DVD 通常盤 TYXT-19032: Blu-ray 初回生産限定盤 TYXT-10069: Blu-ray 通常盤      |
| 46th | 2024年7月3日                              | GUITARHYTHM Vll TOUR FINAL “Never Gonna Stop!” | TYBT-19041: DVD 初回生産限定盤 TYBT-10088: DVD 通常盤 TYXT-19035: Blu-ray 初回生産限定盤 TYXT-10074: Blu-ray 通常盤      |

## 楽曲提供

### 他アーティスト
- 竹村健一 「ベティ・ディビス・アイズ事件」における竹村氏の国際関係論的見地からの警告[注 38]」（1981年）編曲・ギター ※アルバム『竹村健一の手帖/ぼくなんかこれだけですよ。』に収録[注 39]
- AUTO-MOD DETHTOPIA（1985年）編曲 ※AUTO-MODの3rdアルバム。ボーカルとベース以外のすべての楽器もプレイ
- 奥田圭子 プラスティック（1985年）編曲 ※奥井の3rdシングル。作曲は氷室京介。[注 40]
- 山下久美子 SINGLE（1986年）、リリス（1987年）、Tonight (星の降る夜に)（1991年）他多数 作詞・作曲・編曲・プロデュース
- 小幡洋子 風のままに 〜LET IT BLOW〜、Foxy Boy -危ない視線-（1986年）作曲・編曲 ※ライブアルバム『B・I・S・Y・O・N・U・R・E YOCO』に収録
- 松岡英明 Visions of boys（1986年）ホッピー神山と共同プロデュース、あたらしいシンパシー（1987年）編曲
- 大西結花 風のままに 〜LET IT BLOW〜（1989年）作曲 ※アルバム『RESISTANCE』に収録
- 花田裕之 SUNDAY（1990年）、OPEN YOUR EYES（1994年）など 作詞・作曲・編曲・プロデュース
- 今井美樹 Bluebird（1993年）、Miss You（1994年）、PRIDE（1996年）他多数 作詞・作曲・編曲・プロデュース
- 藤井フミヤ ハートブレイク、Tokyo Runaway Blues（1995年）作曲・編曲・プロデュース
- JILL Tell Me Why、STARS、TASTE OF HONEY（1995年）作曲・編曲・プロデュース
- SPUTNIK THE NEXT GENERATION SPUTNIK THE NEXT GENERATION（1996年）ギター・プロデュース ※ジグ・ジグ・スパトニックの3rdアルバム。一部楽曲をプロデュース、およびギターで参加。収録曲『Cyberspace Party』は10thシングル『スリル』のB面にて『サイバーシティーは眠らない』のタイトルでセルフカヴァー。
- ASIA Into the Arena（1996年）共同作曲・編曲・リードギター ※アルバム『Arena』に収録
- 森雪之丞 天使のいた惑星（1997年）作曲・編曲・プロデュース
- JESUS JONES TOGETHER（1997年）共同作曲・編曲・ギター ※アルバム『ALREADY』に収録。11thシングル『ラストシーン』B面曲のバージョン違いであり、アレンジ、歌詞ともに異なる。
- 井上陽水 アンチヒロイン（1998年）作曲・編曲 ※アルバム『九段』に収録
- TOKIO 愛の嵐（1999年）作詞・作曲
- 相川七瀬 midnight blue（1999年）、SEVEN SEAS（2000年）など 共同作詞・作曲・編曲・プロデュース
- 江角マキコ ONE WAY DRIVE（2000年）作曲・編曲・プロデュース ※ジャケットに布袋モデルのゾディアック・ワークス製“BLACKFIRE”のサテンブルー・ヴァージョンを使用
- 3 Views Producers[注 41] DIGIDI BOP（2000年）編曲・サウンドプロデュース・ギター・シンセサイザー・コーラス ※アルバム『3 views』に収録。
- Groove Syndicate 1（2003年）共同作曲・プロデュース ※松井常松のプロジェクトアルバム
- 川村カオリ Kiss×kiss×kiss（2009年）作曲・編曲
- 栗山千明 可能性ガール（2010年）作曲・編曲・プロデュース・PVにも出演
- 郷ひろみ 笑顔にカンパイ!（2011年）作詞・作曲・編曲・プロデュース
- ももいろクローバーZ サラバ、愛しき悲しみたちよ（2012年）作曲・編曲
- MISIA Back In Love Again (feat. 布袋寅泰)（2012年）作曲・プロデュース・PVにも出演
- INFINITE Dilemma（2014年）作曲・編曲
- 嵐 心の空（2015年）作詞・作曲・編曲・PVにも出演
- コブクロ NO PAIN,NO GAIN feat.布袋寅泰（2016年）作曲・共同編曲・ギター・コーラス・PVにも出演
- Incognito Bridges Of Fire (Featuring Tomoyasu Hotei)（2016年）共同作曲・リードギター ※アルバム『In Seach Of Better Days』に収録
- 西川貴教 UNBROKEN（feat. 布袋寅泰）（2019年）作曲・ギター
- 鈴木雅之 愛のFunky Flag（2019年）作曲・編曲・プロデュース ※アルバム『Funky Flag』に収録
- MAN WITH A MISSION Rock Kingdom feat.布袋寅泰（2020年）共同編曲・ギター・PVにも出演[118] ※シングル『Change the world』に収録
- 伊藤蘭 家路（2021年）作曲 ※アルバム『Beside you』に収録
- Ms.OOJA 鐘が鳴る（2021年）作詞・作曲・編曲・プロデュース ※アルバム『Present』に収録
- ファーストサマーウイカ Open The Door（2022年）作詞・作曲・編曲・プロデュース [119]
- 亀梨和也 Cross（2023年）作曲 ※日本テレビ系野球中継『DRAMATIC BASEBALL 2023』イメージソング、『Going！Sports&News』テーマソング
- 大地真央 I'm not alone（2023年）作曲・編曲・ギター[120]
- 藤木直人 BE FREE（2024年）作曲・編曲・ギター[121]

### 映画音楽
- SF サムライ・フィクション（1998年 シネカノン）※音楽監督
- Fear and Loathing in Las Vegas「邦題：ラスベガスをやっつけろ」（1998年 ユニバーサル・ピクチャーズ）※ギター・作曲で3曲参加（レイ・クーパー（英語版）との共作）。サウンドトラックにも収録
- EDEN（1999年 BONIN RECORDS[122]）※挿入曲「天涯は黄金」を提供。サウンドトラック『EDEN SOUND TRACK VOL.1』に収録
- 新・仁義なき戦い（2000年 東映）※音楽監督
- RED SHADOW 赤影（2001年 東映）※主題曲「WAR DANCE」「RED SHADOW 赤影〜愛のテーマ」を提供
- KT（2002年 シネカノン）※音楽監督
- キル・ビル（2003年 ミラマックス）※クエンティン・タランティーノからのオファーにより、「新・仁義なき戦いのテーマ」を「BATTLE WITHOUT HONOR OR HUMANITY」として同映画のメインテーマで使用
- 欲望（2005年 メディア・スーツ）※主題曲を提供
- 隠し砦の三悪人 THE LAST PRINCESS（2008年 東宝）※KREVA、亀田誠治との単発ユニット『The THREE』名義で主題歌「裏切り御免」を提供
- ミッション:インポッシブル/ゴースト・プロトコル（2011年 パラマウント）日本国内向けの宣伝用楽曲 ※同映画シリーズのメインテーマをアレンジ
- ルパン三世（2014年 東宝）※メインテーマ「TRICK ATTACK -Theme of Lupin The Third-」を提供
- Demon City 鬼ゴロシ（2025年 Netflix） ※劇伴を担当

### TV
- すぽると!（2013年〜 フジテレビ）※テーマ曲「Get a chance」を提供
- クラシカロイド（2016年〜 NHK Eテレ）※OPテーマ「ClassicaLoid 〜クラシカロイドのテーマ〜」と挿入曲「「情熱について語るべき2、3の真実 〜田園より〜」「皇帝の美学」「六弦の怪物（モンスター） 〜クロイツェルより〜」「豊穣の夢 〜エリーゼのためにより〜」「大宇宙音楽賛歌No.9 〜交響曲第9番より〜」「無敵のソナタ 〜交響曲第7番より〜」を提供
- J-MELO（2017年 NHK BSプレミアム）※2017年度上半期のオープニングテーマ曲「Treasure Hunt」を提供
- THE MUSIC DAY（2017年7月1日 日本テレビ）※テーマ曲「MUSIC DAY」を提供。同番組にも出演

#### ドラマ
- ナイトホスピタル〜病気は眠らない〜（2002年 日本テレビ）※シングル『DESTINY ROSE』が主題曲となった他、同曲のバージョン違いである『DESTINY ROSE  AFTERNOON VERSION』（2002年）がサウンドトラック「pulsation〜ナイトホスピタル オリジナル サウンドトラック」に収録されている。
- DRAMA COMPLEX（2005年〜2006年 日本テレビ）※メインテーマ「PHOENIX」を提供
- Strangers 6（2012年 WOWOW）※メインテーマ「Strangers 6 Theme」と挿入曲「Dancing With Strangers」を提供

#### アニメ
- ぐんまちゃん（2023年 BSフジ、群馬テレビ他）※シーズン2 第5回のエンディングテーマ「バンビーナ（歌：タマ（田村睦心））」を提供
- 異世界スーサイド・スクワッド（2024年 ワーナーブラザーズ・ジャパンより配信予定）※オープニングテーマ「Another World」を提供[123]

#### CMソング
- サントリー タコハイ（1984年）※BOØWYブレイク以前にスタジオミュージシャンとしても活動していた当時の仕事の一つ。
- ミズノ RUNBIRD（1991年）※仮の曲名は「ハンザワ」。2012年リリースの『HOTEI MEMORIAL SUPER BOX』に収録。
- 明治製菓/ポッカコーポレーション ココプレッソ（2009年）※オリジナルのCMソング「ロック部長のテーマ」を提供。CMにも出演、オリジナルのギターも製作された。
- ドコモ ツートップ　Galaxy S4  Xperia A（2013年）※当CM独自の企画として、『BATTLE WITHOUT HONOR OR HUMANITY』とファットボーイ・スリムの『Right Here Right Now』をマッシュアップさせた楽曲がオンエアーされた。
- プレミアアンチエイジング カナデル (CANADEL) (2021年)

### 舞台音楽
- 雪之丞一座〜参上公演 ロック☆オペラ「サイケデリック・ペイン」（2012年）※劇中曲を担当

### カヴァー
- Happy X'mas (War Is Over)（1997年）
  - スティーヴ・ヴァイがプロデュースを手掛けたクリスマスソングのコンピレーション・アルバム『メリー・アックスマス』にHOTEI名義にて参加。ジョン・レノンのカヴァー。これが実質上の世界デビューとなる。その他の参加ギタリストはジェフ・ベック、ジョー・サトリアーニ、ブライアン・セッツァー、ケニー・ウェイン・シェパード他多数。
- ROCKET DIVE（1999年）
  - hide with Spread Beaverのカヴァー。トリビュート・アルバム『hide TRIBUTE SPIRITS』に収録。原曲には無い、hideへのメッセージと思われる歌詞が追加されている。
- 東へ西へ（2004年）
  - 井上陽水のカヴァー。トリビュート・アルバム『YOSUI TRIBUTE』に収録。後にアルバム『SOUL SESSIONS』に井上陽水本人と共演したリメイク版が収録された。
- BACK IN THE U.S.S.R.（2009年）
  - ビートルズのカヴァー。トリビュート・アルバム『LOVE LOVE LOVE』に収録。後にカヴァー・アルバム『MODERN TIMES ROCK'N'ROLL』にも収録された。
- All You Need Is Love（2012年）
  - 東日本大震災復興支援プロジェクト "JAPAN UNITED with MUSIC" によるビートルズのカヴァーシングル。YMO、屋敷豪太、小林武史、東京スカパラダイスオーケストラ、SUGIZOらと共に参加。

### リミックス
- 無知の涙 HOT remix #001 for B-T（1998年）
  - BUCK-TICKの同楽曲のリミックス（原曲はアルバム『SEXY STREAM LINER』に収録）。ボーカルトラック以外は布袋による新録。シングル「月世界」に収録。タイトルが「#001」となっているのは、初めて他アーティストのリミックスを手掛けたことに因んでいる。
- Perfect World HOT remix #002 for J（2002年）
  - Jのシングル「go crazy」に収録。同アーティストのシングル曲「Perfect World」をリミックス。

#### その他
- さらば青春の光 (Acourstic Version)（1994年）
  - 6thシングルの別バージョン。コンピレーションアルバム『STAR STREET TRAX VOL.1 RADIO! RADIO! RADIO!』に収録。ドラマ「課長サンの厄年」にて劇中歌として使用された。
- BELIEVE ME, I'M A LIAR（1998年）
  - 6thアルバム『SUPERSONIC GENERATION』に収録されている同曲の高速バージョン。コンピレーションアルバム『DIGITAL GANG 001 (TOCP-50652)』に収録。
- A.R.M.O.R（1998年）
  - Apple ComputerのPower Macintosh 9600シリーズのオープニング・ムービー。挿入曲を提供。
- BEAUTIFUL NOISE（2000年）
  - 新しい音楽の形としてMP3対応ヘッドフォン型スマートメディアプレーヤー「BEAUTIFUL NOISE」をプロデュース。収録楽曲9曲は全てオリジナル音源。5000setを限定発売。
- PARTY TIME!（2001年）
  - 「サントリー自販機だけの“ココで出てくる！”キャンペーン」による限定シングル。作詞・作曲・プロデュース。今井美樹がコーラスで参加、中野裕之がPVを担当。
- バンビーノ（2005年）
  - トリビュート・アルバム『LOVE for NANA 〜Only 1 Tribute〜』に収録されている、シングル「バンビーナ」のバージョン違い。もりばやしみほがボーカリストとして参加している。
- 太陽のメロディー（2010年）
  - 今井美樹×小渕健太郎with布袋寅泰+黒田俊介名義でのコラボレーションシングル。ギター、プロデュース、ジャケット撮影、小渕と今井と共同で作詞・作曲を担当。
- HEART TO HEART（2011年）
  - ローソングループのグループテーマとして提供。作詞・作曲・プロデュース。全国のローソン店内放送にてオンエアーされた。2012年12月リリースのシングル「Don't Give Up!」のカップリング曲として収録された。
- 勇者の遺伝子（2013年）
  - 横浜DeNAベイスターズの応援歌として作曲を担当。作詞は森雪之丞。
- Great Messenger（2020年）
  - 群馬コンベンションセンターのテーマ曲として作曲を担当。同年11月25日発売のアルバム『Soul to Soul』に収録。
- TSUBASA (2021年)
  - 2020年東京パラリンピック開会式でのパフォーマンスの為に作曲。
- Cross (2023年)
  - 日本テレビ系野球中継「DRAMATIC BASEBALL」2023年のイメージソングとして作曲を担当。作詞は亀梨和也。

## 外部参加
- 夏・NUTS・夏（1982年）
  - 小林泉美の2ndアルバム。ギターで参加。BOØWYがブレイクする以前にスタジオミュージシャンとしても活動していた当時の仕事の一つ。
- THE 20th ANNIVERSARY（1982年）
  - 秋本奈緒美の3rdアルバム。「Silent Communication」「Misty like the wind」にギターで参加。「Silent Communication」はグリコのCMソングとしてオンエアー。
- コンガラ・コネクション（1983年）
  - アニメ「ストップ!! ひばりくん!」のED。ギターで参加。
- TROPICANA（1983年）
  - 小林泉美の3rdアルバム。ギターで参加。
- CASE OF TELEGRAPH PRODUCT 2（1983年）
  - オムニバス・アルバム。AUTO-MODとして参加。
- 王蟲の暴走（1984年）
  - 映画『風の谷のナウシカ』の挿入曲。王蟲の鳴き声をギターで奏でている。同作のサウンドトラックに収録。
- 時の葬列（1984年）
  - オムニバス・アルバム。AUTO-MODとして参加。
- SADISTIC DREAM（1984年）
  - AUTO-MODのシングル。ギターで参加。
- DANCE AWAY（1985年）
  - PINKの1stアルバム『PINK』に収録。ギターで参加。
- 星になった嘘（1985年）
  - 山下久美子の12thシングル。ギターで参加。PVにも出演。
- ノスタルジア（1985年）
  - 中島みゆきの13thアルバム『miss M.』に収録。ギターで参加。
- BOY'S STREET←→GIRL'S AVENUE（1985年）
  - 池田幸司の1stアルバム。ギターで参加。
- BLONDE（1985年）
  - 山下久美子の12thアルバム。ギターで参加。このレコーディングで山下と出逢い、数か月後に結婚。
- FOUR FIGURES（1985年）
  - 44MAGNUMのメンバー各々がそれぞれゲストを迎えて制作したシングル。ボーカリスト梅原“PAUL”達也の「25MILES」にギターで参加。
- MODERN TIME（1986年）
  - 吉川晃司の4thアルバム。ギターで参加。
- ガラス越しに消えた夏（1986年）
  - 鈴木雅之のソロデビューシングル。ギターで参加。
- mother of pearl（1986年）
  - 鈴木雅之の1stアルバム。ギターで参加。
- ヒーローズ〜Where Are The Heroes（1986年）
  - 袴田秀のデビューアルバム。ギターで参加。
- DANCE A GO GO（1986年）
  - アーバンダンスの3rdアルバム『2 1/2』に収録。ギター、ドラムで参加。同バンドのメンバー成田忍は、後年布袋のツアーにサポートギタリストとして参加している。
- クロール（1986年）
  - 大沢誉志幸の8thシングル。ギターで参加。
- The Lonely Night（1986年）
  - 小松康伸のソロデビューシングル。同曲とB面の「I'm Missing You」にギターで参加。
- Take a chance（1987年）
  - TAKAO&MYSTICSの2ndシングル。ギターで参加。
- Timeless Garden（1987年）
  - 千年コメッツの1stアルバム。「LONELY DANCER」、「LUNACY」にギターで参加。
- A-LA-BA・LA-M-BA（1987年）
  - 吉川晃司の5thアルバム。ギターで参加。
- divine Design（1987年）
  - 松岡英明の2ndアルバム。ギターで参加。
- GLAMOROUS JUMP（1987年）
  - 吉川晃司の6thアルバム。ギターで参加。
- ACT RESS（1987年）
  - 山下久美子のライブアルバム。ギタリストとして参加した同年6月と8月のライブの模様が収録されている。BOØWYの松井恒松もベーシストで参加した。
- BEAT POP（1988年）
  - 小泉今日子の12thアルバム。「Cuty Beaty Beat Pop」、「Happy Blue」、「the end」にギターで参加。
- PARTY ANIMAL（1990年）
  - 富樫春生の2ndアルバム。2曲ギターで参加。
- 震える惑星（1991年）
  - 高橋幸宏の12thアルバム『A Day In The Next Life』に収録。ギターで参加。
- The Show Must Go On（1993年）
  - PERSONZの7thアルバム。先行シングル「Future Star」、「New Sensation」、「The Show Must Go On」の3曲にギターで参加。
- あの頃僕らは（1993年）
  - 松井常松の4thアルバム。先行シングル「あの頃僕らは」、「VOICE」、「離れていても」の3曲にギターで参加。
- AINT IT STRANGE（1993年）
  - 元ストラングラーズのヒュー・コーンウェルの2ndアルバム『WIRED (英語版)』に収録。ギターで参加。スタジオでのジャムセッションをきっかけにオファーされた。
- miniatures2（1994年）
  - モーガン・フィッシャーのプロデュースによるプロジェクト「miniatures」の完結編。ヒュー・コーンウェルの参加楽曲にギターで参加。
- サタデー・ナイト（1994年）
  - 高橋まことの1stアルバムに収録。ギターで参加。
- CITY（1994年）
  - 松井常松の5thアルバム『GLACIER』に収録。ギターで参加。
- NO-ONE LIVES ON MARS（1995年）
  - SOFT BALLETの7thアルバム『FORM』に収録。ギターで参加。
- Sweet Sea Side（1995年）
  - 藤井フミヤの2ndアルバム『R&R』に収録。ギターで参加。
- DEEP SKY（1995年）
  - 松井常松の6thアルバム。「DEEP SKY」、「青空が眩しくて僕は立ち眩む」にギターで参加。
- 君を見つめてた 月が照らしてた（1995年）
  - 寺岡呼人のシングル。ギターで参加。
- On Wings Of Victory（1996年）
  - マイケル・ケイメンによる、アトランタオリンピック閉会式で演奏されたロックオペラ。ギタリストとして参加。後にCD化された。
- 君がいなかったら（1999年）
  - the autumn stoneのデビューシングル。プロデュースを担当。
- NEIL（1999年）
  - the autumn stoneの2ndシングル。プロデュースを担当。
- the autumn stone（1999年）
  - the autumn stoneの1stアルバム。プロデュースとタンバリンを担当。
- 雨を追い越して（1999年）
  - the autumn stoneの4thシングル。プロデュースを担当。
- FUZZ（1999年）
  - SONIC TANKのデビューシングル。プロデュースを担当。
- STEREOTYPE（1999年）
  - JET SETSのデビューシングル。プロデュースを担当。ギタリストの大西克己は、後年布袋のツアーにサポートギタリストとして参加している。
- ORANGE（2000年）
  - JET SETSの2ndシングル。プロデュースを担当。
- 自由の使者（2000年）
  - JET SETSの3rdシングル。プロデュースを担当。
- 四角い空（2000年）
  - JET SETSの4thシングル。プロデュースを担当。
- MISSION I（2000年）
  - JET SETSの1stアルバム。プロデュースを担当。
- DEAR FRIENDS -21st version-（2001年）
  - PERSONZの18thシングル。ギターで参加。
- FUNKASTIC BATTLE（2006年）
  - RIP SLYMEとのコラボレーション・シングル『BATTLE FUNKASTIC』のバージョン違い。シングル『Hot chocolate』にRIP SLYME vs HOTEI名義で収録。共同作曲、ギターで参加。
- 情熱大陸2007（2007年）
  - 葉加瀬太郎のアルバム『SONGS』に収録。プロデュースとギターで参加。
- Grace（2007年）
  - アポカリプティカの8thアルバム『Worlds Collide (英語版)』に収録。ギターで参加。
- THE WALL（2008年）
  - ELECTRIC MAMAのデビューミニアルバム。プロデュースを担当。
- やつらの足音のバラード（2009年）
  - ムッシュかまやつのコラボレーション・アルバム『1939〜MONSIEUR』に収録。ギターで参加。
- SUPERSTAR（2009年）
  - CHEMISTRYのコラボレーションアルバム『the CHEMISTRY joint album』に収録。ギターで参加。2009年TBS系プロ野球中継テーマ曲。
- RASPBERRY DREAM（2010年）
  - NOKKOのカヴァー・アルバム『KISS』に収録。ギターで参加。
- FREEWAY JAM（2010年）
  - リー・リトナーの33rdアルバム『6 STRING THEORY』に収録。ギターで参加し、マイク・スターン、リー・リトナーと共演。
- JASMINE（2010年）
  - 大橋トリオの6thアルバム『NEWOLD』に収録。ギターで参加。
- 蒼い霹靂（2013年）
  - T.M.Revolutionのセルフカヴァーアルバム『UNDER:COVER 2』に収録。ギターで参加。
- Galactic Samuri（2013年）
  - トニー・グレイの4thアルバム『ELEVATION』に収録。ギターで参加。
- ウカスカアンセム（2014年）
  - ウカスカジーの1stアルバム『AMIGO』に収録。ギターで参加。
- Dead Souls (ft.Hotei)（2015年）
  - ギャング・オブ・フォーの8thアルバム『WHAT HAPPENS NEXT』に収録。ギターで参加。
- Stormy Heart（2015年）
  - Charの21stアルバム『Rock＋』に十二支アーティストの1人として参加。
- Ti Voglio Sposare (feat.Tomoyasu Hotei)（2016年）
  - ズッケロの13thアルバム『Black Car』に収録。ギターで参加。
- Between Spaces (feat. Hotei Tomoyasu)（2016年）
  - ジャスミン・ロジャースの3rdアルバム『BLOOD RED SUN』に収録。ギターで参加。
- ソーラン節（2019年）
  - 石川さゆりのアルバム『民〜Tami〜』に収録。ギターで参加。
- Sensei featuring HOTEI
  - フレディ・カァワンのソロ・プロジェクト「フレディ＆ザ・シナリオズ」のアルバム『Answer Machine』に収録。ギターで参加。
- Something‘Bout The Weekend (feat.HOTEI)
  - グレン・マトロックのアルバム『Consequences Coming』に収録。リードギターで参加。
- MONONOFU NIPPON feat.布袋寅泰 (2023年)
  - ももいろクローバーZのデジタルシングル。ギターで参加。

## ライブサポート
- REQUIEM 〜滅びゆく時代へのレクイエム〜（1983年）
  - AUTO-MODの1stアルバム（ライヴアルバム）。当時高橋まことと共に、BOØWYと並行して1982年12月から1984年8月まで同バンドにも在籍していた。
- タワーズ（1985年）
  - 泉谷しげるのバックバンド。同年6月から8月までのツアーに参加。当時の模様は、ビデオ「EVIL LIVE/泉谷しげる」（TLL2044: 東宝ビデオ）に収録されている。
- 1987 山下久美子 in 日本武道館 act by KUMIKO unit（1987年）
  - 同年1月7日に開催された山下久美子の日本武道館公演[注 42]。ライブアルバム『ACT RESS』にこの日の模様が収録されている。
- cute seduction of Rockin' Roulette '87（1987年）
  - 山下久美子のツアー。松井恒松も参加した。
- ROCK CITY CARNIVAL'87（1987年）
  - 8月17日に青森市の浅虫海岸ヨットハーバー野外特設所、および18日に仙台市の泉パークタウン・スポーツガーデン野外特設会場にて開催された音楽フェスティバル『ROCK CITY CARNIVAL'87』に"山下久美子＆布袋寅泰スペシャルバンド"として出演。松井恒松も参加した。
- DIVE into TOKYO Bay（1987年）
  - 8月26日に開催された山下久美子の有明コロシアム公演[注 43]。松井恒松も参加した。ライブアルバム『ACT RESS』にこの日の模様が収録されている。
- ☆ACTRESS☆（1988年）
  - 5月21日に開催された山下久美子の汐留PIT公演ライブ。松井恒松も参加した。布袋、松井ともに同年4月のBOØWY解散後、この時初めて公の場に姿を見せている。
- Babyalone in BABYLON TOUR（1988年）
  - 山下久美子のツアー。8月26日のMZA有明サウンドコロシアム公演。松井恒松も参加した。
- stop stop rock'n'roll（1988年）
  - 12月5日に開催された山下久美子の東京ベイNKホール公演。松井恒松も参加した。翌年リリースのライブアルバムおよびライブビデオ『stop stop rock'n'roll“LIVE”1988.12.5 TOKYO BAY N.K.HALL』に当日の模様が収録されている。
- ROCK&ROLL JET-SET RIFF ROUGH TOUR（1990年）
  - 花田裕之のツアー。松井恒松もベーシストで参加した。ライブビデオ『RIFF ROUGH SESSION』にステージの模様が収録されている。
- MIKI IMAI "DREAM TOUR"（2004年）
  - 今井美樹のツアー。ギタリストとしてのツアー参加はCOMPLEX以来14年振り。DVD『DREAM TOUR FINAL AT BUDOKAN 2004』にライブの模様が収録されている。

## 出演

### ラジオ
- ミュージックスクエア（1990年〜1993年 NHK-FM）
- アーティスト・プロデュース・スーパー・エディション（JFNC、2005年6月・2006年12月・2020年11月・2022年1月）
- 布袋寅泰 ROCK THE RADIO（2009年4月〜2010年6月 FM NACK5）
- オールナイトニッポンGOLD オールナイトニッポン45周年特別企画（ニッポン放送、2012年5月18日 22:00-23:50）

### CM
- オンワード樫山（1988年）※アーティスト写真のみでの出演。CMソングに「MATERIALS」
- 日清食品 カップヌードル（1997年）※実質上、初のCM出演。CMソングに「CHANGE YOURSELF!」
- サントリーフーズ BOSS（2002年）※永瀬正敏らと共演。全日本シーエム放送連盟主催の「2002 42nd ACC CM FESTIVAL」にて主演賞を受賞。
- サントリー サントリー角瓶（2003年）
- TDK スーパーハードコートDVD 超硬（2003年）※CMソングに「DOBERMAN」
- サッポロビール スリムス（2006年）※CMソングに「BACK STREETS OF TOKYO」
- トヨタ自動車 ヴォクシー（2007年）※前述の暴行事件の影響から、短期間で打ち切りとなった。
- 明治製菓/ポッカコーポレーション ココプレッソ（2009年）※オリジナルCMソング「ロック部長のテーマ」も提供。
- NTTドコモ walk with you『とあるプレゼンテーション篇』（2012年）
- サッポロビール 麦とホップ（2013年）
- サントリーフーズ THE STRONG 天然水スパークリング（2022年）
- サントリーフーズ サントリー天然水『未来のためにできるかな？』篇（2023年4月）※CMソング「できるかなテーマ」の編曲も担当。芦田愛菜と共演。[124]

### 映画
- SF サムライ・フィクション（1998年 シネカノン）※音楽監督も担当。第13回高崎映画祭 最優秀新人男優賞を受賞
- 新・仁義なき戦い（2000年 東映）※音楽監督も担当。第24回日本アカデミー賞 新人俳優賞を受賞
- RED SHADOW 赤影（2001年 東映）※主題曲も提供
- 赤い月（2004年 東宝）
- Still Dreamin’－布袋寅泰 情熱と栄光のギタリズム－（2022年 東宝）

### ドラマ
- Room Of King 第二話 （2008年 フジテレビ）

## 書籍

### 著書
- よい夢を、おやすみ。（1993年 八曜社）ISBN 4827001391
  - ハービー山口、森永博志との共著。CD「Beautiful Noise」同梱。
- 六弦の騎士（1995年 東京書籍）ISBN 4487754240
  - 森永博志との共著。
- 秘密（2006年 幻冬舎）ISBN 4344011082
- 幸せの女神は勇者に味方する 人生の新しい扉を開く50の提言（2013年 幻冬舎）ISBN 4344023382

### 関連書籍
- Radio Pleasure Box（1992年 ぴあmook）

### 写真集
- Glorious Days（2023年 SUPER LABO）撮影：ハービー山口

## ゲーム
- 『STOLEN SONG』
  - PlayStation版 - 1998年5月21日、ソニー・コンピュータエンタテインメント
  - Windows 95版 - 1998年7月8日、東芝EMI

## コラボレーション
- MINIクーペ / ロードスター -「HOTEI x MINIコラボカー」モデルが1台ずつワンオフ製作された。（2012年）
- 布袋寅泰 × TAKEO KIKUCHI - TAKEO KIKUCHI 30th ANNIVERSARYによるコラボレーション。スーツ、ジャケット、シャツ、バッグ、時計等が発売された[125]。（2014年、2021年[126]、2024年[127]）
- ローソン - アーティスト活動35周年を記念し、故郷である高崎市のローソン高崎駅西口店が“布袋寅泰35周年アニバーサリー仕様”にて営業[128]。（2016年）
- 布袋寅泰 × タケオキクチ「TOMOYASU HOTEI　LIVE COSTUME EXHIBITION 2018」- タケオキクチが手掛けた『布袋寅泰 35th ANNIVERSARY 8BEATのシルエット 2016 【BEAT7】Maximum Emotion Tour 〜The Best For Future〜』のステージ衣装の展示他、スニーカー、バッグ、ベルト、ジャンパー等オリジナルのコラボ商品、ツアーグッズを発売したイベントを渋谷のTAKEO KIKUCHI SHIBUYA FLAGSHIP SHOPにて開催。（2018年）
- ABARTH『The SCORPION SPIRIT』- イタリアの自動車ブランド「アバルト」のキャンペーン『The SCORPION SPIRIT』にてケイ オガタが手掛けたムービーに出演。オリジナル曲も披露[129]。（2018年）
- 高崎芸術劇場 - 故郷である高崎市の高崎芸術劇場オープンに伴い、布袋の名前とギターとギタリズム柄をあしらったマンホールの蓋が製作された。同ホールそばの歩道に設置されている[130]。（2019年）
- 長濱蒸留所 - 布袋プロデュースで本格モルトウイスキー「BEAT EMOTION -TRIANGLE-」「BEAT EMOTION -GRACE-」を数量限定で発売。また2023年4月26日から5月1日まで、期間限定バーが表参道にオープンした[131]。（2023年）
- HOTEI Signature G-STAGE Multi-effects System - FREE THE TONEと共同でオリジナル・マルチエフェクター「G-STAGE」を開発。300台限定で販売[132]。（2023年）
- 横浜ベイスターズ - 同球団とのコラボレーションとして、選手名タオル、タオルマフラー、TシャツをBAYSTORE各店にて発売。[133]。（2024年）
- 鉄腕アトム - ヴィレッジヴァンガードとのコラボ企画として限定発売[134][135][136]。（2024年）